# Ломбардия
Ломбардѝя (на италиански: Lombardia; на ломбардски: Lombardia) е италиански регион с обикновен статут в Северозападна Италия, създаден на 16 май 1970 г. Площта му е 23 863,10 km², а населението – 9 976 509 души (към 1 януари 2023 г.). Граничи на север с Швейцария (кантони Тичино и Граубюнден/Гризон), на запад с регион Пиемонт, на изток с регионите Венето и Трентино-Алто Адидже и на юг с регион Емилия-Романя.
Територията му е разделена на 1502 общини в 12 големи области (11 провинции плюс Метрополен град Милано, който замества Провинция Милано на 1 януари 2015 г.). Столицата на региона е град Милано.
Към 1 януари 2023 г. Ломбардия е на 1-во място по население, гъстота на населението (418 жит./km²) и брой общини от 20-те региона на Италия и на 4-то място по площ (след Сицилия, Пиемонт и Сардиния).

## Етимология
Топонимът произлиза от думата Лонгобардия (на латински: Langobardia), използвана в Равенския екзархат, за да се дефинира италианската област под властта на населението от германски произход на лангобардите, т.е. Langobardia Maior, включваща лангобардските херцогства в Северна Италия и това на Тусция (нар. още „Херцогство Лука“), и Langobardia Minor, включваща две лангобардски херцогства в централно-южна Италия – Херцогство Сполето и Херцогство Беневенто. Останалата част от италианския полуостров, който е под властта на Византийската империя, се нарича Romania – термин, използван и за определяне на империята в най-общи линии.
По време на Каролингския период терминът Longobardia се използва за марката на Свещената Римска империя, основана от Карл Велики, чиято столица е Милано и която има много по-широки граници от тези на съвременна Ломбардия. И през следващите векове терминът „Ломбардия“ продължава да се отнася до обширна територия, съответстваща на цяла Северна Италия.
Названието „Ломбардия“, което се среща в есето от 1553 г. „Описание на цяла Италия“ на италианския историк и философ Леандро Алберти с разделение на „Ломбардия отсам По“ и „Ломбардия отвъд По“, т.е. все още със значение извън сегашните граници на региона, се доближава до съвременната му употреба след Войната за испанското наследство. В тази война Австрийската империя, след като завладява този регион през 1717 г., започва да го нарича „Австрийска Ломбардия“, т.е. от този момент нататък с терминът „Ломбардия“ започва да дефинира по-ограничена територия, съответстваща приблизително на днешния италиански регион.

## Физическа география

### Обща информация
Територията на Ломбардия е разделена почти по равно между низината (около 47% от нея) и планинските райони (41%). Останалите 12% от региона са хълмисти.
От морфологична гледна точка Ломбардия се дели на пет района: алпийски (Лепонтински и Ретийски Алпи), предалпийски (Оробски Алпи и Ломбардски Предалпи), Горна низина (Варезото, Брианца), Долна низина (Ломелина, Паданска низина, Олтрепо Мантовано) и апенински (Олтрепо Павезе).
Регионът се пресича от десетки реки, сред които По – най-дългата река в Италия с важните ѝ притоци Тичино, Ада, Ольо и Минчо. В него имат стотици езера с естествен или изкуствен произход, особено в предалпийския район, най-големите от които са Лаго ди Гарда (най-голямото езеро в Италия), Лаго Маджоре, Лаго ди Лугано, Лаго ди Комо, Лаго д'Изео и Лаго ди Идро.
Ориентацията на множеството долинни разрези, които характеризират морфологията на региона, е предимно север-юг. Сред основните долини са: Вал Камоника, Вал Сериана, Вал Брембана, Валсасина, Валасина, Вал Сабия, Вал Тромпия и Валтелина. Основните масиви са: Бернина (4049 м), на който се намира най-високата точка на Ломбардия – Пунта Перукети (4020 м), Монте Дисграция (3678 м), Ортлес (3905 м), Адамело (3555 м), всичките в Ретийските Алпи, Пицо Кока (3053 м) в Оробиевите Алпи, Пицо дел Диаволо ди Тенда (2915 м) в Предалпите и Монте Лезима (1724 м) в Олтрепо Павезе.

### Орография
Географски погледнато Ломбардия не би могла да се счита за единна територия в смисъла на територия, ограничена от точни физически структури, и това е така както поради разнообразието от ландшафти, които я пресичат, без да я затварят, така и заради административните граници, които много често са резултат на сложни исторически събития. Възможно е обаче да се очертае административната ѝ територия чрез релефи, езера и реки. За ограничаване на Ломбардия на север служи алпийският вододел между долината Валтелина и долините на реките Рейн и Ин, макар че понякога тази граница пресича склона на Валтелина. На изток езерото Гарда и река Минчо отделят Ломбардия от другите италиански региони, а на юг това е река По с изключение на географските райони на Олтрепо Павезе и Олтрепо Мантовано, които се простират по на юг; на запад границата се определя от езерото Маджоре и река Тичино с изключение на района Ломелина, който граничи с регион Пиемонт. Тези граници затварят територия от приблизително 23.866 km², което прави Ломбардия четвъртият италиански регион по площ.
Пресичайки региона от север на юг, най-първо се срещат релефите на Алпите, а след това, малко по на юг – Предалпите, последвани от нежни хълмове, които притъпяват прехода от планината към Паданската низина. Край предалпийския пояс се намират едни от най-големите езера в Италия: езерото Гарда, езерото Маджоре и езерото Комо, а многобройни реки (По, Ада, Огьо, Минчо и Тичино) и потоци преминават през планините, образувайки дълбоки долини, пресичайки низината, което я прави с буйна растителност. В малък район на юг от Олтрепо Павезе, в района на долината Требия се издигат хълмовете и планините на Лигурските Апенини; там река Требия маркира най-южната граница на региона на малък участък.
Имената на Алпите в Ломбардия идват от народите, които по времето на древните римляни са обитавали тези планини. Лепонтинските Алпи носят името си от лигурското племе на лепонтите, заселило се в тази област и след това покорено от римския император Октавиан Август. Ретийските Алпи носят името си от ретите – народ от етруски произход, който се установява в Централните Алпи по време на келтското нашествие. Бергамските Алпи (на итал. Оробски Алпи) носят името си от племето на оробите от лигурски или вероятно от келтски произход.
Планинските вериги обхващат 40,5% от регионалната територия и влючват Алпите, Предалпите и Апенините. Малка част от Лепонтинските Алпи и голяма част от Ретийските Алпи принадлежат към Ломбардските Алпи. На планинската територия на Ломбардия има четири важни орографски масива: Бадиле – Дисграция, Бернина, Ортлес-Чеведале и Адамело. Първите три се издигат на вододела между басейните на реките Рейн и Ин на север и Ада и Ольо на юг, и само частично се намират на италианска територия. Адамело се издига между басейните на реките Ада и Адидже и е изцяло разположен на италианска територия. Алпите в Ломбардия достигат максималната си височина с Пунта Перукети (4020 м) в масива Бернина. Друг важен връх е Монте Чеведале в масива Ортлес-Чеведале, който достига 3764 м. Масивът Ортлес-Чеведале е дом на ледника дей Форни, който се простира на около 12 км² и е най-големият долинен ледник в Италия. На юг от Валтелина се открояват Оробските Алпи, ограничени на изток от Вал Камоника и на запад от басейна на езерото Комо.
На запад от езерото Маджоре и на изток от езерото Гарда се намират Ломбардските Предалпи, чиито върхове са малко над 2500 м надморска височина. Предалпите са съставени главно от варовити утайки и са геологично по-млади от Алпите. Техният утаечен произход е позволил образуването на дълбоки бразди в планините, главно поради ледниците, които са довели до образуването на тесни и дълбоки долини, набраздени от реки и отчасти заети от предалпийските езера, преградени към равнината от моренови релефи. Мореновите релефи на юг от Предалпите, заедно с първите орографски издатини, образуват хълмистия пояс (12,4% от територията), който свързва Предалпите с низината и който съдържа множество малки и плитки езера.
Ломбардската низина заема 47,1% от общата площ на региона и е част от Паданската низина, която се простира от Пиемонт до Емилия-Романя, от Алпите до Апенините. Ломбардската низина може геологично да бъде разделена на две части: Горна и Долна. Горната низина се характеризира с груби материали, много пропускливи, с речен произход, и има големи бразди, идващи от реките, които се стичат от планините. Долната низина е изградена от глинест материал, който не е много пропусклив и намалява леко към река По. Преминаването от Горната към Долната ломбардска низина е белязано от наличието на естествени карстови извори, причинени от срещата на водната маса, идваща от Горната низина с непропускливите почви на Долната. Тази линия е успоредна на предалпийската и минава през градовете Маджента, Монца, Тревильо, Тренцано, Киари и Гойто.

### Алпийски проходи
Ломбардските алпийски долини са по-широки и по-големи в сравнение с онези, които се намират по алпийската дъга в регионите Пиемонт и Вале д'Аоста. Повечето от тях са пресечени от потоци, които се спускат към Паданската низина, образувайки реки, които след това се вливат в река По от лявата ѝ страна. Благодарение на широчината на долините си ломбардските алпийски проходи, макар и разположени на голяма надморска височина, са лесно достъпни.
Най-важните международни проходи в Ломбардските Алпи, които свързват региона с Швейцария, са проходът Шплюген (2118 м), проходът Малоя (1815 м) и проходът Бернина (2323 м), като последните два се намират на швейцарска територия. Най-важните национални проходи са проходът Стелвио (2759 м) и проходът Тонале (1883 м), които свързват Ломбардия с регион Трентино-Алто Адидже. Тези алпийски проходи имат голямо значение и от историческа гледна точка, т. к. винаги са позволявали лесната комуникация между Ломбардия със съседните територии, което е довело и до постоянен търговски трафик, допринесъл за развитието на региона.

#### Гранични алпийски проходи
| Наименование              | Община в Италия                    | Община в Швейцария            | Инфраструктура               |
| ------------------------- | ---------------------------------- | ----------------------------- | ---------------------------- |
| Валико Индемини           | Ведаска (Биеньо)                   | Гамбароньо (Индемини)         | SP 5 – Dogana                |
| Валико Касиноне           | Луино (Лонгироло)                  | Монтеджо (Касиноне)           | Via delle Motte – Via Dogana |
| Валико Форнасете          | Луино (Форнасете)                  | Монтеджо (Форнасете)          | SP 6 – Via Cantonale         |
| Валико ди Кременага       | Кременага                          | Монтеджо (Понте Кременага)    | SP 61 – Via Cantonale        |
| Конфине ди Стато ди Дзена | Маканьо кон Пино е Ведаска (Дзена) | Гамбароньо Сант'Абондио       | SS 394 – Via Cantonale       |
| Валико ди Понте Треза     | Лавена Понте Треза (Понте Треза)   | Понте Треза                   | SS 233 – Via Lungolago       |
| Валико ди Понте Черезио   | Порто Черезио                      | Брузино Арсицио               | SS 344 – Via al Confine      |
| Валико ди Арцо            | Салтрио                            | Мендризио (Арцо)              | SP 9 – Via Remo Rossi        |
| Валико ди Лигорнето       | Кливио                             | Мендризио (Лигорнето)         | SP 3 – Via Cantinetta        |
| Валико ди Сан Пиетро      | Кливио (Сан Пиетро)                | Стабио (Сан Пиетро ди Стабио) | SP 3 – Виа Догана            |
| Валико ди Гаджоло         | Кантело (Гаджоло)                  | Стабио (Гаджоло)              | SP 3 – Via Gaggiolo          |

| Име                | Община в Италия               | Община в Швейцария                       | Infrastruttura                     |
| ------------------ | ----------------------------- | ---------------------------------------- | ---------------------------------- |
| Понте Киасо        | Комо (Понте Киасо)            | Киасо                                    | ex – SS 35 (via Bellinzona)        |
| Броджеда           | Комо (Броджеда)               | Киасо                                    | A9 – A2                            |
| Понте Киасо        | Комо (Понте Киасо)            | Киасо                                    | ЖП линия Милано-Киасо              |
| Мазлианико         | Комо (Мазлианико)             | Вакало (Пицамильо)                       | Via XX Settembre – Via Pizzamiglio |
| Бидзароне          | Бидзароне                     | Стабио (Санта Маргерита)                 | ЖП линия на Валмореа               |
| Дрецо              | Дрецо – подселище на Колверде | Педринате (Ка Нова) – подселище на Киасо | SP 18 – Via Tinelle                |
| Крочале дей Мулини | Ронаго (Крочале дей Мулини)   | Новацано (Понте Фалопия)                 | Via Mulini – Via Resiga            |
| Ронаго             | Ронаго                        | Новацано (Марчето)                       | SP 18 – Via Marcetto               |
| Бидзароне          | Бидзароне                     | Новацано (Брузата)                       | SP 23 – Via Clos                   |
| Ронаго             | Ронаго                        | Новацано (Марчето)                       | SP 18 – Via Marcetto               |
| Уджате Тревано     | Уджате-Тревано                | Новацано (Пиньора)                       | Via Somazzo – Via Pignora          |
| Ланцо д'Интелви    | Ланцо д'Интелви               | Ароньо                                   | SP 13 – Via Confine                |
| Кампионе д'Италия  | Кампионе д'Италия             | Бисоне                                   | Corso d'Italia – Via Campione      |
| Албогазио          | Валсолда (Албогазио)          | Лугано (Гандрия)                         | SS 340 – Via Cantonale             |

| Nome del valico      | Comune italiano            | Comune svizzero                                  | Infrastruttura             |
| -------------------- | -------------------------- | ------------------------------------------------ | -------------------------- |
| Шплюген              | Мадезимо (Монтесплуга)     | Шплюген – подселище на Райнвалд                  | SS 36 – Splügenpassstrasse |
| Вила ди Киавена      | Вила ди Киавена (Догана)   | Брегаля (Кастасеня)                              | SS 37 – N 3                |
| Мадона ди Тирано     | Тирано (Мадона)            | Брузио (Кампоколоньо)                            | Ferrovia Retica            |
| Мадона ди Тирано     | Тирано (Мадона)            | Брузио (Кампоколоньо)                            | SS 38 dir/A - N 29         |
| Фолкола ди Ливиньо   | Ливиньо (Трезенда)         | Поскиаво (Ла Мота)                               | Via Compart – N 29         |
| Мунт ла Скера        | Ливиньо                    | Цернец (Ил Фуорн)                                | Via Rasia – N 28           |
| Джого ди Санта Мария | Бормио (Пасо дело Стелвио) | Санта Мария Вал Мюстер – подселище на Мюнстертал | SS 38 dir/B - Sassabinghel |

### Хидрография

#### Реки
| Река       | Дължина (км) | Среден оток при устието (м³/s) | Басейн (км²) |
| ---------- | ------------ | ------------------------------ | ------------ |
| По         | 652          | 1540                           | 71 000       |
| Ада        | 313          | 187                            | 7979         |
| Ольо       | 280          | 137                            | 6649         |
| Тичино     | 248          | 350                            | 7228         |
| Минчо      | 203          | 60                             | 2859         |
| Киезе      | 160          | 36                             | 960          |
| Агоня      | 140          | 6                              | 995          |
| Ламбро     | 130          | 12                             | 1350         |
| Серио      | 124          | 23                             | 1256         |
| Мела       | 96           | 11                             | 1036         |
| Тердопио   | 86           | 3,7                            | 515          |
| Брембо     | 74           | 30                             | 935          |
| Олона      | 71           | 6,9                            | 911          |
| Стафора    | 58           | 4,5                            | 337,5        |
| Севезо     | 55           | 1,8                            | 930          |
| Мера       | 50           | 23                             | 757          |
| Южна Олона | 36           | 3,08                           | 160          |
| Керио      | 32           | 1,5                            | 161          |

Стотици реки и потоци преминават през ломбардската територия, най-важната от които е По, която със своите 652 км е най-дългата река в Италия. На дълъг участък тя маркира южната граница на региона и тече изцяло в Ломбардия, единствено в провинциите Павия и Мантуа.
Другите основни реки идват от алпийската страна на Паданската низина и всичките са притоци на По: територията на Ломбардия е почти изцяло включена във водосборния басейн на основната италианска река. Предвид оскъдното разширение на регионалната територия на юг от По Ломбардия на практика е лишена от реки в Апенините: в района на Олтрепо Павезе няма значителни водни потоци с изключение на Секия, която в последния си участък, преди да се влее в По, се влива в района на Олтрепо Мантовано.
Освен По други важни реки са:
- Ада (313  км) – най-дългата река, която тече изцяло в Ломбардия. Води началото си от Вал Алпизела и след като прекосява цяла Валтелина, се влива в езерото Комо, като излиза отново от разклонението на Леко, за да се влее в река По близо до Кастелнуово Бока д'Ада.
- Ольо (280 км) – след като пресича Вал Камоника, влиза в езерото Изео и излиза от него при Сарнико, преминавайки през Палацоло сул'Ольо и се влива в река По при Торе д'Ольо (Маркария). Маркира границите между провинциите Бреша, Бергамо, Кремона и Мантуа.
- Тичино (248 км) – води началото си от Кантон Тичино в Швейцария и е приток и отводнителен канал на езерото Маджоре. Дели Ломбардия от Пиемонт в определен участък, преди да се влее в река По южно от Павия, чийто основен приток е по отношение на водовместимостта.
- Минчо (75  км) – главен отводнителен канал на езерото Гарда, но може да се счита, заедно със самото езеро и с притока си Сарка, за единна речна ос от 203 км (система Сарка-Минчо). След като излезе от езерото, маркира границата между регионите Ломбардия и Венето за определен участък, след което тече в Провинция Мантуа, докосвайки Мантуа, преди да се влее в По надолу по течението при Говерноло (подселище на Ронкофераро).
- Киезе (160 км) – води началото си от Трентино, приток и отводнителен канал на езерото Идро, пресича източната част на Провинция Бреша, влива се в река Ольо в Провинция Мантуа близо до Акуанегра сул Киезе.
- Други важни реки са Ламбро (130 км), Серио (124 км), Брембо (74 км), Олона (71 км) и Южна Олона (36 км). Омонимията между двете реки Олона не е от имитационен или етимологичен произход, а се дължи на факта, че първоначално те са били два участъка от една и съща река, отклонени от древните римляни в горния ѝ участък към Милано.

#### Езера
Регионът е осеян с множество големи и малки езера. Основните сред тях са:
- Езерото Гарда (или Бенако) – с ледников произход, най-голямото езеро в Италия с площ от 370 км². Има дълбочина от 346 м и дължина от 51,6 км. Голямото количество вода в езерото оказва значително влияние върху местния климат. На бреговете му се отглеждат маслинови дървета, лимони и кедъри, характерни за средиземноморския климат.
- Езерото Маджоре (или Вербано) – с площ от 212 км², разширение от 50 км, широчина от 2 до 4,5 км и максимална дълбочина от 372 м.
- Езерото Комо (или Ларио) – има формата на обърната Y, като върхът на Беладжо маркира разделянето на двата клона. Изцяло изкопано в предалпийската зона, езерото се простира на 46 км, има максимална ширина от 4,3 км и площ от 146 км². То е на първо място в Италия по периметър: 180 км и на пето в Европа по дълбочина: 410 m.
- Езерото Изео (или Зебино) – с форма на S, площ от 65,3 км² и максимална дълбочина от 361 м. Там се намира най-големият езерен остров в Европа – Монте Изола, който се простира на 4,3 км².
- Езерото Лугано (или Черезио) – разположено в Ломбардия, но също така и в Швейцария, има площ от 48,7 км². На бреговете му са италианските общини Порто Черезио, Валсолда и Порлеца.
- Езерото Идро (или Еридио), също с ледников произход, намира се в Провинция Бреша на границата с Провинция Тренто, на 368 м надморска височина, формира се от водите на река Киезе, която е и отводнителен канал. Площта му е 10,9 км².
- Езерото Варезе, което е с площ приблизително от 14,9 км² и с максимална дълбочина от 26 м.
- Езерата на Мантуа (Лаго Супериоре, Лаго ди Медзо и Лаго Инфериоре), които с обща площ от 6,21 км² са единствените изцяло включени в Паданската низина.

### Климат
Климатът на Ломбардия, макар и да се определя като субконтинентален климат от умерен тип, е много разнообразен поради различните естествени структури на територията: планини, хълмове, езера и низини.

Като цяло летните сезони в низината са задушни (поради високата влажност на въздуха) и горещи. Поради континенталността средната максимална температура през юли е 29 °C. Заедно с това в тези месеци от годината често има силни гръмотевични бури и внезапни превалявания, придружени от градушка. Зимите са студени и дълги, и с малко валежи. Температурният диапазон през годината е висок, а мъглата – интензивна.
В планините климатът е типично алпийски с хладно лято, обилни валежи и дълги, сурови и с малко превалявания зими. Паданската низина е една от най-малко ветровитите области в Италия. Снегът, изобилен по релефите, пада и в низините, понеже средната минимална температура през януари е – 2 / – 3 °C.
Езерото Гарда помага да се регулира температурата на околните райони, създавайки „средиземноморски“ микроклимат, който дава възможност за отглеждане на маслинови дървета и производство на зехтин; т. нар. „ломбардски олио“ се произвежда и в други езерни райони.
Предалпийският пояс и горната част на района на Олтрепо имат умерено хладен климат, средноалпийската планина – студен умерен климат, а върховете – ледников.
Както във всички урбанизирани райони на планетата, ломбардските градове, поради големия си размер и производството на топлина поради човешката дейност, са довели до средно повишаване на местната температура в сравнение с околните провинции, т. нар. „топлинен остров“.
Основните метеорологични станции, които позволяват да се наблюдава климатът на Ломбардия и които са част от Mетеорологичната служба на италианските военновъздушни сили, са тези на Милано Чентро, Милано Линате, Бреша-Геди, Бреша-Монтикиари, Милано Малпенса и Бергамо – Орио ал Серио.

### Геология
Геоложката структура на Ломбардия произхожда от орогенезата на Алпите поради сблъсъка на Африканската плоча с Евразийската плоча, който генерира алпийската верига от Горната креда до Миоцена.
От геоложка, както и от географска гледна точка Ломбардия може да се раздели на три „зони“: Паданската низина, ограничена на юг от района на Олтрепо Павезе и на север от Алпите, разделени на Централни Алпи и Южни Алпи от Периадриатическата линия, пресичаща Валтелина в посока изток-запад.
Формирането на Оробските Алпи започва в периода на Миоцена преди около 20 млн. г. Скалите, които образуват планинската верига, са предимно от метаморфен произход: гнайси, слюдести шисти и филити. По вододела се появяват седиментни скали, главно конгломерати и пясъчници, вкл. Ломбардският Верукан, характерен за района на планината Пицо дей Тре Синьори.
Формацията на Колио се появява във Вал Тромпия в (Провинция Бреша) и е съставена от вулканокласти: конгломератни туфове и порфирити. Тези теригенни отлагания идват от срутването на вулканичните постройки, разположени на юг в сегашната Паданска низина. В петрографските проучвания са признати дацитните и андезитните вулканични структури, характерни за магмените арки от тихоокеански тип (като днешна Индонезия), което свидетелства за колизионен геодинамичен контекст.
Варовикът на Домаро присъства широко в целия регион: в Източна Ломбардия той се издига в стратиграфско съответствие над варовика на Гардоне Вал Тромпия (формация, съставена от калкаренити с турбидитен произход), докато в останалата част на Ломбардия почива върху Варовика на Молтразио от Ранната Юра (стадии Хептангиан-Горен кариксиан), с доста бърз преход (обикновено от няколко метра). В Източна Ломбардия формацията преминава над ломбардския Червен амонит от Средната и Ранната Юра (стадии Тоарциан – Батониан), съставен от разноцветни мергели (зелено-червеникави и лилави) и червеникаво-белезникави възлови варовици.
Територията на Леко е формирана в периода от преди 250 до 26 млн. г. Това е резултат първо от орогенезата и след това от моделирането от страна на ледниците и реките, които са дефинирали настоящата орография. Северната част на Провинция Леко принадлежи към алпийската система, а Монте Леньоне (2610 м) е най-високият връх и е характеризиран от орогенезата. Останалата част от планинската територия на провинцията е от предалпийски тип и е разделена от алпийския чрез Периадриатическата линия.
Паданската низина от друга страна е с по-скорошен произход. Тя е образувана от отлагането на отпадъчен материал върху континенталния шелф, породен от ерозията от повърхностни води, съпътстваща издигането на алпийската верига на запад и на север от низината, и на апенинската верига на юг, които запълват морския залив от Плиоцена, създаден от издигането на двете планински вериги.
Разположен в центъра на северно-централната Паданска низина, районът, в който се намира Милано и неговият метрополен град, се състои на повърхността от кватернерни алувиални почви. Те са наричани обикновено „Скорошен дилувий“, състоят се от речно-ледникови почви от периода на Рис (река) и речно-ледникови отлагания от периода на Вюрм. Открити са и чакълесто-пясъчни терасовидни алувиални почви на територията на град Ро, класифицирани като „Древен алувий“ и отнасящи се към ледниковия период на Миндел.
Районът Олтрепо Павезе геологично принадлежи към лигурските единици на Северните Апенини, покрити с получужди местни седименти от паданската плио-плейстоценска серия.

### Околна среда
В Ломбардия около 22,83 % от територията е защитена и включена в национални паркове, регионални паркове, природни резервати, природни паметници и местни паркове от надобщински интерес. Регионът е първият в Италия, който създава закони за защитените територии на регионално ниво чрез въвеждането на иновативни концепции за защита на територията, създаването на речни паркове (Ломбардският природен парк на Долината на Тичино, на итал. Parco naturale lombardo della Valle del Ticino, създаден през 1974 г., е първият речен парк в Европа), земеделски паркове, планински паркове, горски паркове и паркове на метрополния пояс. Подобна класификация се налага поради широката морфологична и структурна диверсификация на ломбардската територия. Всички тези идеи и подходи са използвани и в националното законодателство (Рамков закон № 394 от 6 декември 1991 г.).
Регионалният закон n. 86 от 30 ноември 1983 г. учредява Системата за защитените територии на Ломбардия, която към края на 2019 г. включва:
- 24 регионални парка
- 105 парка от надобщински интерес
- 3 държавни природни резервата
- 66 регионални природни резервата
- 33 природни паметника
- 242 обекта от мрежа „Natura 2000“.[26]

24-те регионални парка, създадени към 2019 г. с част от Парка на Стелвио, най-големият в Европа, съставляват най-голямата защитена територия в Ломбардия. 3-те държавни природни резервата и 66-те регионални природни резервата са зони, предназначени главно за консервация и опазване на местообитанията и на наличните видове, докато местните паркове от надобщински интерес (PLIS) представляват решаващ елемент за връзката и интеграцията между регионални защитени територии, допринасяйки по-специално за укрепването на регионалната екологична мрежа и играят важна роля като екологични коридори.
Флората и фауната са предимно в планинските райони, където, за разлика от равнината, човешкото присъствие е по-малко очевидно. По планинските пътеки могат да се видят вълци, алпийски козирози, елени, сърни, диви кози, диви зайци, червени лисици, язовци, черни тетреви, лещарки, хермелини и мармоти.
Ломбардия споделя с Швейцария обекта Монте Сан Джорджо, включен в Списъка на световното културно и природно наследство на ЮНЕСКО за изключителната палеонтологична стойност на вкаменелостните находки, открити в планинските скали.

## История
В Паданската низина са открити различни предмети, свидетелстващи за човешко присъствие още през 3 век пр.н.е., а в Предалпийската област то съществува поне от Плейстоцена.
Първите цивилизации, които се развиват там, са тази на камуните (през Неолита) и Културата на Голасека (през Бронзовата епоха). Централно-източният ломбардски район е засегнат от влиянието на етруските около 5 век пр.н.е.. През 4 век пр.н.е. регионът е нападнат от различни галски народи, дали живот на конфедерациите на инсубрите в Западна Ломбардия, където основават Милано, и на ценоманите в Източна Ломбардия – в долната част на езерото Гарда и по бреговете на река По.
В края на 3 век пр.н.е. древните римляни започват завладяването на Цизалпийска Галия (днешната Паданска низина), сблъсквайки се с инсубрите, а ценоманите са техни съюзници от самото начало. По-късно провинцията дава известни представители на латинската култура като Плиний Стари в Комо и Вергилий в Мантуа.
През последните векове на Западната Римска империя Милано значително увеличава значението си на политически и религиозен център (с епископа му Свети Амвросий) и се превръща в едно от седалищата на Тетрархиите по времето на Константин I, който през 313 г. пр.н.е. издава указ, наречен Медиолански едикт, чрез който на всички субекти е предоставена свободата да изповядват своята религия, включително и на християните, изключени дотогава от това право.
С падането на Западната Римска империя над Ломбардия господстват варварите, първо херулите на Одоакър (476 – 493), а след това остроготите на Теодорих Велики (493 – 553). Ломбардия отново става част от Римската империя (този път част от Византийската империя) след Готската война (535 – 554), която бичува цяла Италия. След няколко години на византийско имперско господство през 568 г. лангобардите нападат и завладяват голяма част от Италия, като установяват столицата си в Павия.
Точно в този период терминът Langobardia се използва за териториите, окупирани от лангобардите, т.е. за по-голямата част от Паданската низина и днешна Тоскана, и за херцогствата Сполето и Беневенто в Централна и Южна Италия. През 7 век терминът Lombardia започва специално да обозначава територията на настоящия регион, известен преди като „Лигурия“ или „Неустрия“, въпреки че няколко века продължава да обозначава в по-широк смисъл цялата Централно-северна Италия.
През 774 г. кралят на франките Карл Велики, дошъл в Италия през предходната година по покана на папа Адриан I, заплашен от лангобардите, завладява Павия, взима крал Дезидерий в плен в Галия и се провъзгласява за крал на франките и лангобардите, докато вторият му син Пипин носи титлата „Крал на Италия“. Франкското господство поражда феодалната политическа структура, характеризираща Ранното средновековие.
В Паданската низина през Късното средновековие започва да се разпространява нов политически модел: средновековната комуна, главният герой на заселването на градовете. През 1176 г. Ломбардската лига побеждава войските на император Фридрих I Барбароса в Битката при Леняно. Мирът от Констанца през 1183 г. закрепва едновременно формалното подчинение на комуните към императора и същественото признаване на общинската автономия от суверена. От 13 век общинският модел претърпява криза и скоро е изместен от зараждащите се господства на Гонзага в Мантуа, на Висконти и след това на Сфорца в Милано.
През втората половина на Средновековието в т. нар. „Ломбардия“, т.е. в Северна Италия започват да се разграничават южна част – Тоскана и източна част – Тревинянска марка, Веронска марка. Терминът оттам насетне започва да идентифицира само частта от Паданската низина, разположена северозападно от река Минчо, преди всичко териториите, подчинени на господството на Висконти и впоследствие на Сфорца. През 15 век Ломбардия отново се превръща територия за завоюване: първо от изток пристигат венецианците, след което французите претендират за останалата част от Миланското херцогство, а след дълги години на война е отстъпена на испанците, които остават там дълго време, формално все още под егидата на Свещената Римска империя.
Източната част на региона, анексирана от венецианците през 15 век, включва териториите на Бергамо, Крема, Бреша и Сало, и следва различна история от останалата част на региона до 1797 г., когато Ломбардия отново се радва след векове на разделение на политическо и административно единство под егидата на Наполеон Бонапарт.
След трите зависими от Наполеонова Франция държави: Транспаданската република, Цизалпийската република и Кралство Италия (чиято столица е Милано) Реставрацията създава Кралство Ломбардия-Венето под властта на австрийските Хабсбурги.
Впоследствие Ломбардия е важен център на Рисорджименто с Петте дни на Милано през март 1848 г. и с последвалия референдум от май 1848 г. в ломбардските провинции Ломбардия-Венето, освободени от австрийската окупация, който утвърждава сливането с Кралство Сардиния. Следват бунтът на жителите на Бреша срещу австрийското потисничество, известен като „Десетте дни на Бреша“ (24 март – 1 април 1849 г.) и първата група италиански патриоти, осъдени на смърт чрез обесване в Мантуа между 1852 и 1855 г., известни като „Мъчениците от Белфиоре“. Присъединяването на Ломбардия към Кралство Сардиния става след Втората война за италианска независимост през 1859 г., чиято основна нейна сцена е с битките при Монтебело, Палестро, Маджента, Солферино и Сан Мартино, и Сан Фермо). През 1861 г., с провъзгласяването на Кралство Италия, Ломбардия става част от съвременната италианска държава. След битката при Солферино Анри Дюнан поема инициативата за създаване на Червения кръст.
Алпийският фронт през Първата световна война пресича източната ломбардска алпийска страна, а през първия следвоенен период Милано е център на Италианския съюз на борбата. След това той получава Златен медал за военна храброст за съпротивата срещу фашизма по време на Втората световна война.
През годините на икономическия подем Милано е един от полюсите на „Индустриалния триъгълник“ в Северна Италия (заедно с Торино и Генуа). Оловните години играят голяма роля в Ломбардия с два терористични акта: убийствата на Пиаца Фонтана в Милано на 12 декември 1969 г. и убийствата на Пиаца дела Лоджа в Бреша на 28 май 1974 г.
През 80-те години на XX век Милано става символ на икономическия растеж и символ на икономически-финансовия разгул на „Милано за пиене“ (журналистически израз, дефиниращ някои социални среди на града), докато миланската социалистическа група на Бетино Кракси е в националното правителство.
Скандалът с Танджентополи и разследването „Чисти ръце“ се провеждат главно в Милано. „Чисти ръце“ е журналистическо име, дадено на поредица от съдебни разследвания, проведени в Италия през първата половина на 90-те г. от различни съдебни прокурори, които разкриват корупцията на италианска политика и бизнес.
Във вакуума след кризата на Християндемократическата партия и Италианската социалистическа партия се разраства нова ломбардска политическа класа, въплътена от една страна в автономния дух на партията „Ломбардска лига“, която по-късно става дясната партия „Северна лига“, към 2020 г. Лига, и от друга – от предприемаческия идеал на дясноцентристката партия „Форца Италия“, дълбоко вкоренена в Милано.

## Общество

### Демографска еволюция
Със своите малко почти 10 млн. жители Ломбардия е най-гъсто населеният регион на Италия и с най-голямото население от 20-те региона, както и сред първите в Европа. Населението му е по-голямо от това на Австрия, България и Швейцария, почти двойно по-голямо от това на Норвегия и е почти равно на населението на Португалия. То може да се сравнява с населението на големите европейски региони Бавария, Баден-Вюртемберг (в Германия) и Ил дьо Франс (във Франция).
Към 1 януари 2023 г. ломбардците съставляват 16,9% от населението на Италия и живеят на 7,9% от италианската територия, което води до най-високата гъстота на населението в италиански регион, равняваща се на 418 души/км² (в сравнение с 195 души/км² средно за Италия). Най-голямо е населението на Метрополен град Милано, следвано от това на провинциите Бреша и Бергамо, докато най-слабо населена е Провинция Сондрио.
 

Човешкото присъствие на територията се характеризира с голяма липса на хомогенност, т. к. е силно концентрирано в предпланинския пояс на провинциите Варезе, Комо, Леко, Монца и Брианца и особено на Бреша и Бергамо и в Метрополния град Милано. Тази територия включва повече от 6,5 млн. жители и се характеризира с гъста урбанизация, метафорично наречена „Безкраен град“. Гъстотата на населението, от друга страна, бавно намалява към долната част на низината и по-рязко към планините, но не и в големите алпийски долини.
- Население (2020)
- Гъстота на населението (2020)
- Вариация на населението (2011 – 2020)

### Основни градове по население
Това са първите 20 общини на Ломбардия по население към 1 януари 2023 г. (с удебеление: столици на провинции или метрополен град):
| Място | Община            | Население (брой жители) | брой чужди граждани | Площ (км²) | Гъстота (души/км²) | Надм. височина в м | Провинция/Метр. град |
| ----- | ----------------- | ----------------------- | ------------------- | ---------- | ------------------ | ------------------ | -------------------- |
| 1.    | Милано            | 1 358 420               | 261 277             | 181,68     | 7477               | 122                | MI                   |
| 2.    | Бреша             | 197 236                 | 36 613              | 90,33      | 2183               | 149                | BS                   |
| 3.    | Монца             | 122 369                 | 14 917              | 33,09      | 3698               | 162                | MB                   |
| 4.    | Бергамо           | 119 809                 | 19 255              | 40,15      | 2984               | 249                | BG                   |
| 5.    | Комо              | 83 691                  | 11 715              | 37,14      | 2253               | 201                | CO                   |
| 6.    | Бусто Арсицио     | 83 054                  | 8762                | 30,66      | 2709               | 226                | VA                   |
| 7.    | Сесто Сан Джовани | 79 143                  | 13 060              | 11,70      | 6745               | 140                | MI                   |
| 8.    | Варезе            | 78 807                  | 9912                | 54,84      | 1437               | 382                | VA                   |
| 9.    | Чинизело Балсамо  | 74 714                  | 16 581              | 12,72      | 5872               | 154                | MI                   |
| 10.   | Павия             | 70 904                  | 10 201              | 63,25      | 1121               | 77                 | PV                   |
| 11.   | Кремона           | 70 845                  | 10 995              | 70,49      | 1005               | 45                 | CR                   |
| 12.   | Виджевано         | 62 388                  | 9820                | 81,36      | 767                | 116                | PV                   |
| 13.   | Леняно            | 60 118                  | 7968                | 17,70      | 3397               | 199                | MI                   |
| 14.   | Галарате          | 53 012                  | 8163                | 20,98      | 2527               | 238                | VA                   |
| 15.   | Ро                | 50 616                  | 5832                | 22,24      | 2276               | 158                | MI                   |
| 16.   | Мантуа            | 48 824                  | 7889                | 63,81      | 765                | 19                 | MN                   |
| 17.   | Падерно Дуняно    | 47 217                  | 4704                | 14,11      | 3345               | 163                | MI                   |
| 18.   | Леко              | 47 008                  | 4886                | 45,13      | 1042               | 214                | LC                   |
| 19.   | Колоньо Монцезе   | 46 774                  | 7934                | 8,40       | 5567               | 131                | MI                   |
| 20.   | Лисоне            | 46 479                  | 4214                | 9,30       | 5000               | 191                | MB                   |

### Снимки на основните градове на Ломбардия
- Милано
- Бергамо
- Бреша
- Комо
- Монца
- Варезе
- Павия
- Кремона
- Мантуа
- Леко
- Сесто Сан Джовани
- Бусто Арсицио
- Чинизело Балсамо

### Етнически и чуждестранни малцинства
Към 1 януари 2023 г. чуждестранните граждани (т.е. тези без италианско гражданство) с постоянно местопребиваване на територията на Ломбардия са 1 176 169 души, т.е. 11,8% от населението на региона. Към края на миналия век в Ломбардия, както и в Италия, започва миграционен поток от неевропейски страни и по-специално от Африка, Азия, Южна Америка и Източна Европа. Миграцията все още продължава и е източник на дебати на институционално и обществено равнище. Населението на Милано напр. нараства от 1 271 898 души към 31 декември 2003 г. на 1 358 420 души към 31 декември 2022 г. За същия период чуждестранното му население нараства от 109 266 души на 261 277 души.
| Място | Държава   | Души 1.1.2023 |
| ----- | --------- | ------------- |
| 1.    | Румъния   | 171 247       |
| 3.    | Египет    | 98 687        |
| 2.    | Мароко    | 89 603        |
| 4.    | Албания   | 84 479        |
| 5.    | Китай     | 70 828        |
| 6.    | Филипини  | 55 542        |
| 7.    | Украйна   | 58 277        |
| 8.    | Индия     | 50 159        |
| 9.    | Перу      | 43 339        |
| 10.   | Пакистан  | 42 451        |
| 11.   | Шри Ланка | 33 049        |
| 12.   | Еквадор   | 29 480        |
| 13.   | Сенегал   | 32 950        |
| 14.   | Бангладеш | 26 046        |
| 15.   | Молдова   | 18 198        |
| 16.   | Тунис     | 17 560        |
| 17.   | Салвадор  | 17 383        |
| 18.   | Нигерия   | 16 129        |
| 19.   | Бразилия  | 14 042        |
| ...   | България  | 8406          |

## Политика
Ломбардия е регион на Италианската република с обикновен статут. Регионът, както и другите региони на Италия с обикновен статут са предвидени през 1948 г. от чл. 114 и чл. 115 на Конституцията на Италианската република. Техните функции обаче се осъществяват едва със Закон №. 281 от 16 май 1970 г. относно „Финансови мерки за осъществяване на регионите с обикновен статут“, с които е иницииран процесът на административна децентрализация, предвиден в чл. 5 и чл. 118 от Конституцията.
Последните избори за подновяване на Регионалния съвет се провеждат на 4 март 2018 г. в заключение на решението за избор на Регионален съвет и президент на региона едновременно с политическите избори. За президент на региона е избран Атилио Фонтана, подкрепен от дясноцентристката коалиция с 49,8% от гласовете.

### Символи на региона
Символите на Ломбардия в съответствие с Автономния статут на региона, който е неговата конституция, са знамето, гербът, транспарантът (гонфалон) и празникът на 29 май.
Официалният герб на Ломбардия се състои от Камунската роза – древен слънчев символ, общ за някои протокелтски народи. Символът присъства в 94 от приблизително 140 хил. скални рисунки във Вал Камоника в Провинция Бреша, датиращи от епохата на Мезолита (ок. 8 – 6 век пр.н.е.) до Желязната епоха (1 век пр.н.е.), дело на различни древни народи, сред които и камуните. Камунската роза е направена от камуните през Желязната епоха. В герба на региона тя е в сребристо като символ на светлината и на зелен фон като символ на Паданската низина. Гербът е приет официално заедно с транспаранта с Регионален закон n. 85 от 12 юни 1975 г. Той е въведен по предложение на тогавашния културен съветник Сандро Фонтана и е нарисуван същата година от Пино Товаля, Боб Ноорда, Роберто Самбоне и Бруно Мунари.
Знамето се състои от репродукция на герба на региона и на Карочо – голяма 4-колна каруца, носеща градските знаци (гонфалоните), около които са се събирали да воюват милициите на средновековните комуни в Северна Италия, символ на автономията им. Размерите на транспаранта на Ломбардия са 3 на 2 м, а панделките и връзката му са в националните цветове.
От 29 януари 2019 г. Регион Ломбардия приема герба с Камунската роза като официално знаме, като по този начин удостоверява преобладаващата практика в обществените служби и събития.
Регионалният фестивал на Ломбардия, създаден с Регионален закон n. 15 от 26 ноември 2013 г., се чества на 29 май. Той е в памет на победата на Ломбардската лига над императорските войски на Фридрих I Барбароса в Битката при Леняно на 29 май 1176 г. близо до едноименния град. Победата слага край на хегемонията на германския император над средновековните комуни в Северна Италия. След решителното поражение при Леняно Императорът приема 6-годишно примирие (т.нар. „Венецианско примирие“) до Мирния договор от Констанца през 1183 г., след който средновековните комуни в Северна Италия се съгласяват да останат верни на Императора в замяна на пълна местна юрисдикция над техните територии.

### Административно деление
Ломбардия е разделена на единадесет провинции и един метрополен град. Най-голямата провинция по площ е тази на Бреша, а най-малката – Монца и Брианца. Най-голямо население (към 1 януари 2023 г.) има Метрополен град Милано, най-голям брой общини – Провинция Бергамо, а най-голяма гъстота на население – Провинция Монца и Брианца.

Особеност на този регион е ексклавът Кампионе д’Италия – община, която административно принадлежи към провинция Комо, но е изцяло заобиколена от швейцарската територия на Кантон Тичино. Валутата, която обикновено се използва там, е швейцарският франк. 
| Абревиатура | Провинция/Метроп. град | Карта | Общини (брой) | Площ (км²) | Население (бр. души) | Гъстота (бр. души/км²) | Институционална уеб страница                             |
| ----------- | ---------------------- | ----- | ------------- | ---------- | -------------------- | ---------------------- | -------------------------------------------------------- |
| BG          | Провинция Бергамо      |       | 243           | 2754,86    | 1 106 303            | 402                    | Бергамо                                                  |
| BS          | Провинция Бреша        |       | 205           | 4785,48    | 1 257 326            | 263                    | Бреша                                                    |
| VA          | Провинция Варезе       |       | 136           | 1198,24    | 879 731              | 734                    | Варезе                                                   |
| CO          | Провинция Комо         |       | 148           | 1279,02    | 597 117              | 467                    | Комо Архив на оригинала от 2011-02-26 в Wayback Machine. |
| CR          | Провинция Кремона      |       | 113           | 1770,41    | 352 189              | 199                    | Кремона                                                  |
| LC          | Провинция Леко         |       | 84            | 805,60     | 332 775              | 413                    | Леко                                                     |
| LO          | Провинция Лоди         |       | 60            | 782,97     | 228 136              | 291                    | Лоди                                                     |
| MN          | Провинция Мантуа       |       | 64            | 2341,35    | 406 119              | 173                    | Мантуа                                                   |
| MI          | Метрополен град Милано |       | 133           | 1575,49    | 3 228 006            | 2049                   | Метрополен град Милано                                   |
| MB          | Монца и Брианца        |       | 55            | 405,41     | 873 606              | 2155                   | Монца и Брианца                                          |
| PV          | Провинция Павия        |       | 186           | 2968,59    | 536 406              | 181                    | Павия                                                    |
| SO          | Провинция Сондрио      |       | 77            | 3195,68    | 178 795              | 56                     | Сондрио                                                  |

## Управление

### Президент на региона
Председателят на Регионалната комисия е представител на региона, има задачата да управлява и координира Регионалната комисия на Ломбардия, да обнародва регионални закони и да издава разпоредби. Настоящият президент на региона Атилио Фонтана е избран на този пост на Регионалните избори на 4 март 2018 г.

### Регионална комисия
Изпълнителният орган на региона е Регионалната комисия, който се състои от Председателя (Президента) на региона и съветниците. Неговите задачи включват изпълнението на резолюциите на регионалния съвет на Ломбардия, изготвянето на регионалния бюджет, администрирането на активите на региона и издаването на изпълнителни разпоредби за прилагане на регионалните закони. Седалището му е в Милано в Палат Ломбардия, който се намира между улиците Мелкиоре Джоя, Рестели, Алгароти и Галвани.

### Регионален съвет
Регионалният съвет на Ломбардия от 80 члена е законодателното събрание на региона. Обявява законите и разпоредбите, отнасящи се до институцията. Той одобрява Статута за автономността на Ломбардия – конституцията на региона, както и регионалния бюджет, и предлага закони на Камарата на депутатите. Седалището му е в небостъргача Пирели, т нар. „Пирелоне“ в Милано, най-високата сграда в ЕС за периода 1958 – 1966 г.

## Икономика
Ломбардия е първостепенен регион на Италия по икономическа значимост и индустриално най-развитият район в страната, допринасящ за около 1/5 от националния брутен вътрешен продукт. В него се намират основните индустриални, търговски и финансови дейности в страната, а доходът му на глава от населението е над средния за Европейския съюз.
От 1988 г. Ломбардия заедно с Баден-Вюртемберг (Германия), Каталуния (Испания) и Оверн-Рона-Алпи (Франция) е част от Международната мрежа на Четирите двигателя на Европа. Също така е част от т. нар. „Икономическо сърце“ на Европа, а Милано заедно с Лондон, Хамбург, Франкфурт, Мюнхен и Париж e една от шестте европейски икономически столици.
В третичния икономически сектор са от значение търговията и финансите. В Милано се намира Италианската фондова борса, един от най-важните европейски финансови центрове. Банковите, транспортните, комуникационните и бизнес услугите също са важни.
Производствената система на региона е една от най-развитите в Италия и в Европа, с повече от 800 хил. компании, особено в механичния, електронния, металургичния, текстилния, химическия и нефтохимическия, фармацевтичния, хранително-вкусовия, издателския, обувния и мебелния сектори. Микро- и малките предприятия са гръбнакът на производствената структура на региона и съставляват повече от 99% от неговите предприятия. Икономическите дейности на компаниите в Ломбардия се различават в зависимост от района. Метрополен град Милано, където са концентрирани над 40% от ломбардските индустриални компании, е седалище на няколко мултинационални и финансови компании, здравни и университетски институции и изследователски центрове. Провинциите Варезе, Комо, Леко, Монца и Брианца, и Бергамо имат силен производствен сектор, но и висок дял на службите по заетостта. В провинциите Лоди и Бреша са развити както производството, така и селското стопанство, докато в провинциите Сондрио, Кремона, Павия и Мантуа преобладава земеделието. Към 2019 г. борят на заетите (от 15-годишна възраст нагоре) по области е следният: 909 000 души в земеделието, 6 420 000 души в индустрията и 16 409 000 души в сферата на услугите.
Освен това Ломбардия като цяло и по-специално Метрополният град Милано привличат много мултинационални компании. В региона има повече от 4600 компании с чуждестранно участие с годишен оборот от над 220 млрд. евро, в които работят 400 хил. души. 70% от тези компании са със седалище в Милано.
Традиционно силноразвитите области на ломбардската икономика са модато и дизайнът, характеризиращи се с комбинация от креативност и иновации. Милано е италианската столица на модата, където работят повече от половината от всички италиански модни стилисти и дизайнери. В Ломбардия работят едни от най-известните имена в международната мода като Армани, Прада, Версаче, Долче и Габана, Фере, Криция, Фиоручи. Производството е организирано главно в тясно специализирани малки и средни предприятия, често опериращи в пазарни ниши, въпреки че особено в луксозния сегмент не липсват и мултинационални компании, които са вертикализирани и интегрирани и на ниво дистрибуция.
В Милано се намира Миланският панаир – най-голямото пространство за изложения в Европа.

## Транспорт
Ломбардия е един от регионите в Европа с добре развита транспортна мрежа. Благодарение на стратегическото си положение, характеристиките на територията и икономическото развитие тя има сложна пътна система: свързана е с Италия и с останалия свят от съвкупност от летища, сложна пътна, магистрална и железопътна мрежа, и с различни колективни и логистични транспортни системи.

### Летища
Ломбардия се радва на една от най-добрите летищни системи в страната. Тя е развита предимно покрай предпланините и се състои от четири летища: Милано-Малпенса, Милано-Линате, Бергамо-Орио ал Серио и Бреша-Монтикиари. Първите три летища са част от европейската мрежа „TEN-T Core“ и са в челната петорка в националната класация на Италия по брой пасажери.
Междуконтиненталното и международно летище „Милано Малпенса“ има значима роля и управлява по-голямата част от товарния и пътническия трафик в Ломбардия. Летище „Милано Линате“ функционира като миланско градско летище, а Орио ал Серио е база за националните и международните нискотарифни авиокомпании и за различните товарни куриери. Летището в Монтикиари е специализирано в товарни полети на дълги разстояния, пощенски и чартърни полети, макар че има, макар и ограничени, редовни национални и международни пътнически полети.
Има и още 2 летища: Летище Бресо между общините Сесто Сан Джовани и Чинизело Балсамо, използвано за туристически полети, и Летище Бреша-Геди в Геди, използвано за военни нужди и щаб на 6-то крило на Военновъздушните сили на Италия.

### Железопътни линии
Първата ломбардска железница е 15-километровата линия Милано-Монца, открита на 17 август 1840 г., която е и втората, построена в Италия. Още през 1875 г. обаче ЖП гарата в Милано (Стационе Чентрале), завършена 10 г. по-рано, е най-важната в страната.
Регионалната железопътна мрежа е добре развита и е управлявана в по-голямата си част от RFI, макар че има и малка част, управлявана от FER. Регионалната железопътна услуга в Ломбардия е под ръководството на Тренорд – компания, основана на 3 май 2011 г. от сливането на ломбардското подразделение на Trenitalia (50%) и FNM Group (50%) за по-ефективно организиране на железопътния транспорт в региона.
Освен това има и многобройни услуги на дълги разстояния като Интерсити и Интерсити Нощ, високоскоростни железопътни услуги като Фречароса, Фречардженто и Фречабианка, управлявани от Трениталия, и Итало, управляван от Итало – Нуово Траспорто Виаджатори. Има и многобройни регионални и бързи регионални връзки под ръководството на Trenitalia и T-PER като част от договорите със съседни региони.
Регионът е добре свързан с международната високоскоростна мрежа благодарение на връзките TGV с Париж, Thello с Ница, FFS с Швейцария, както и чрез ЖП линията на Готардо, през ЖП тунела Сеприоне и с някои влакове Юронайт за Австрия и Германия.
Главната гара в Ломбардия е тази на Милано Чентрале под ръководството на Grandi Stazioni S.p.А. – компания, чиито 60% от акциите принадлежат на Държавните железници, следвана по важност и брой пътници от ЖП гарите Милано Кадорна, управлявана от Феровиенорд, Милано Порта Гарибалди, Милано Рогоредо и Гара Бреша, последните 3, управлявани от Чентостациони. В регионалната ЖП система е включен и ломбардският участък от линията Ферара-Судзара с крайна точка Фолоника, ръководен от Ferrovie Emilia-Romagna Srl.
Към февруари 2017 г. регионалната железопътна мрежа се състои от 1920 км релси и 428 ЖП гари, което позволява достъпа до основните градове в региона и до много италиански и европейски градове.
В региона има три участъка на високоскоростната железопътна линия: високоскоростната ЖП линия Торино-Милано, линията Милано-Болоня и високоскоростната ЖП линия Милано-Бреша (разширението на последната между Бреша и Верона е в процес на изграждане). Железопътната връзка в Милано позволява да се прекоси градът с влак от северозапад на югоизток; тя свързва линиите, идващи от северозапад (държавните Милано-Торино, Милано-Домодосола и регионалните под ръководството на FerrovieNord за Асо и Сароно) с тези идващи от изток и югоизток (за Генуа, Болоня и Венеция), минавайки предимно под градския център на Милано.

### Пътища и автомагистрали
| Номер   | Автомагистрала                                                      | Дължина (в км) |
| ------- | ------------------------------------------------------------------- | -------------- |
| А1      | Милано-Неапол                                                       | 56             |
| А4      | Торино-Триест                                                       | 155            |
| А7      | Милано-Генуа                                                        | 50,3           |
| A8      | Милано-Варезе                                                       | 42,6           |
| A8/А26  | Разклонение Галарате-Гатико                                         | 14             |
| A9      | Лайнате-Комо-Киасо                                                  | 31,5           |
| A21     | Торино-Пиаченца-Бреша                                               | 89,7           |
| A21racc | Оспиталето-Монтикиари                                               | 29             |
| A22     | Автомагистрала на Бренеро                                           | 37,6           |
| A35     | BreBeMi                                                             | 62,1           |
| A36     | Autostrada Pedemontana Lombarda                                     | 21             |
| A50     | Западен околовръстен път на Милано (Tangenziale Ovest)              | 31,5           |
| A51     | Източен околовръстен път на Милано (Tangenziale Est)                | 30,1           |
| A52     | Северен околовръстен път на Милано (Tangenziale Nord)               | 12,9           |
| A53     | Берегуардо-Павия                                                    | 9,1            |
| A54     | Западен околовръстен път на Павия (Tangenziale Ovest)               | 8,4            |
| A58     | Външен източен околовръстен път на Милано (Tangenziale Est Esterna) | 32             |
| A59     | Околовръстрен път на Комо                                           | 3              |
| A60     | Южен околовръстен път на Варезе (Tangenziale Sud)                   | 4,5            |
|         | Общо                                                                | 722,3          |

Заедно с Берлин Ломбардия държи първенството за строителството на първата автомагистрала в историята: Автомагистралата на езерата, открита на 21 септември 1924 г. в участъка Милано-Варезе, към 2020 г. A8, която е първият платен път само за автомобилен трафик в Италия и на света.
Ломбардия има добре развита пътна и магистрална мрежа (721 км магистрали, 9311 км регионални и провинциални пътища, 951 км други пътища от национален интерес и 4922 км общински пътища), свързана с основните италиански градове: напр. Автомагистрала А1 свързва Милано с Болоня, Флоренция, Рим и Неапол, A4 пресича Ломбардия, свързвайки я с Торино, Венеция и Триест, и с Европа през Швейцария.
От юли 2014 г. A35 (известна още и като BreBeMi) свързва градовете Милано и Бреша, преминавайки през долната част на провинция Бергамо.
A36 (известна и като Lombarda Pedemontana) свързва A4 (от пункта за плащане на пътна такса Далмине) с Леко, Монца, Комо и Малпенса.
Провинция Мантуа се пресича от A22 Модена-Бренеро (Европейски път E45), която свързва Паданската низина с Австрия и Германия.

### Воден транспорт
В миналото водните пътища са били доста използвани за превоз на стоки и хора, но са изоставени (а в някои случаи покрити или погребани) с масовото използване на автомобила. Въпреки това към 2017 г. Ломбардия е италианският регион с най-много водни пътища: има 1000 км плавателни брегове, 5 големи езера и повече от 200 туристически пристанища. Множеството плавателни канали и реки се използват отчасти за превоз на стоки, но в ход са някои проекти за използването им за туристически цели.
Ломбардия разполага и със сложна система от канали, един от най-известните от които е Големият канал, дълъг около 50 км, който носи водата на река Тичино в град Милано.
Най-важната система от водни пътища в Ломбардия е част от системата По-Венето, която позволява навигацията от град Казале Монферато до град Венеция по река По. В тази система на водни пътища най-важните пристанища в Ломбардия са тези в Кремона и в Мантуа.
Езерната навигация има предимно туристическа функция и се извършва редовно по редовни маршрути, понякога с обяд на борда. Маршрутите за линеен превоз са с дължина 460 км. Моторните кораби, фериботите с автомобилен превоз, съдовете с подводни криле и параходите се управляват от Италианската държава чрез правителствено управление, което свързва трите основни езера (Гарда, Маджоре и Комо).
На езерото Комо се предлага и услуга за пътуващите по работа от и за града. Фериботът Мадерно – Тори дел Бенако е много важен и свързва западния бряг на езерото Гарда с източния и обратно. Обществено навигационно обслужване има и по езерото Изео (където е от значение и за връзката с Монте Изола), по езерото Лугано (благодарение на Швейцария) и през лятото по езерото Идро.

### Локален обществен транспорт
Всички основни градове на Ломбардия имат своя собствена пътно-железопътна система. През последните години на регионално ниво текат процеси на обединение и координиране.
От февруари 2011 г. е активна интегрираната тарифна система Io Viaggio, която позволява да се използва един билет / абонамент за придвижване в Ломбардия с градски и извънградски обществен транспорт. В региона освен това услугите на местния обществен транспорт чрез автобуси, тролейбуси, трамваи, метро или въжени линии, са организирани в 6 района, всеки от които е под ръковоството на Местна агенция за обществен транспорт. 6-те района са следните:

#### Район Милано – Монца и Брианца – Лоди – Павия
Общественият транспорт в района се ръководи от съответната агенция, в случая Agenzia TPL del bacino della Città Metropolitana di Milano, Monza e Brianza, Lodi e Pavia.
Дружеството, което управлява обществения транспорт в Милано и в съседните нему общини, е ATM. В рамките на Метрополния район на Милано функционира железопътна транспортна мрежа, основана на два тясно свързани помежду си стълба:
- Мрежа на Миланското метро с 4 линии: M1 (червена), M2 (зелена), M3 (жълта) и M5 (лилава). Към ноември 2020 г. Линия М4 (синя) е в процес на изграждане (стартът ѝ е предвиден за 2022 г.), а линията M1 – в процес на удължаване с 2 станции (откриването ѝ е предвидено за 2027 г.).[76] Мрежата на Милано е най-дългата в Италия – 96,8 км (към декември 2018 г.) и има 113 метростанции.[77]

- Крайградската мрежа на S линиите с 12 линии (S1 Сароно – Лоди, S2 Мариано Коменсе – Милано Рогоредо, S3 Сароно – Милано Кадорна, S4 Камнаго – Лентане – Милано Кадорна, S5 Варезе – Тревильо, S6 Новара – Тревильо, S7 Леко – Молтено – Милано Порта Гарибалди, S8 Леко – Карнате – Милано Порта Гарибалди, S9 Сароно – Албайрате, S11 Киасо – Ро, S12 Меленяно – Милано Бовиза и S13 Милано Бовиза – Павия). Мрежата предлага връзки между центровете на Метрополния район на Милано и самия град.

#### Район Бреша
Общественият транспорт в района се ръководи от съответната агенция – Agenzia TPL Brescia, а този в град Бреша и неговия район – от Група „Бреша Мобилитà“. Метрото в града пресича града от югоизток на север, има една линия от 13,7 км и 17 метростанции.

#### Район Бергамо
Общественият транспорт в района е под ръководството на Agenzia per il Trasporto Pubblico Locale del bacino di Bergamo. Той е разделен на 5 зони: Бергамо транспорт Запад, Бергамо транспорт Изток, Бергамо Транспорт Юг, Консорциум ATB и Електрически трамвайни линии Бергамо.
Дружеството, управляващо местния обществен шосеен транспорт в град Бергамо, е ATB. Трамвайната линия Бергамо – Албино се управлява от Tramvie Elettriche Bergamasche. Освен това съществуват и въжените линии на Бергамо Алта, позволяващ достъп до Горния град на Бергамо с най-голям исторически, художествен и монументален интерес, и тази на Бергамо – Сан Виджилио, който свързва Горния град с хълма Сан Виджилио.

#### Район Комо – Леко – Варезе
Местният обществен транспорт в района е под ръководството на съответната агенция Agenzia TPL del bacino di Como, Lecco e Varese.
Общественият транспорт на град Комо се състои от: въжена линия под ръководството на ATM, свързваща града с Брунате, плавателен транспорт под ръководството на Държавна агенция за управление на езерната навигация, свързващ града с общините на езерото Комо, градски и междуградски автобуси под ръководството на ASF Autolinee.
Общественият транспорт в град Леко и околността се състои от автобусни линии под ръководството на Linee Lecco S.p.A. и на дружеството Consortile.
Общественият транспорт в град Варезе и околността е под ръководството на CTPI – Consorzio Trasporti Pubblici Insubria.

#### Район Кремона – Мантуа
Agenzia TPL Cremona – Mantova ръководи обществения ранспорт в района.
Общественият транспорт в град Кремона и около него е автобусен и е под ръководството на фирмата KM Spa Архив на оригинала от 2020-12-05 в Wayback Machine., а този в град Мануа и околности – на APAM.

#### Район Сондрио
Траспортът в района е под ръководството на Agenzia per il Trasporto Pubblico Locale del bacino di Sondrio, а този в града – на Джанолини Сервици е Траспорти (до края на 2020 г.). Има три градски линии (1 червена, 2 синя и 3 зелена) и две линии за връзка с подселищата на града (жълта и сива).

## Образование

### Начално и средно образование
В Ломбардия има следният брой частни и държавни училища по типологии за учебната 2023/2024:
- 3009 детски градини
- 2436 начални училища – 1 – 5 клас
- 1331 средни училища – 6 – 8 клас
- 1535 средни училища от второ ниво – 9 – 13 клас, както следва:
  - 717 лицея
  - 248 технически институти
  - 451 професионални институти
  - 75 допълнителни институти за професионално образование и обучение
  - 44 институти с 4-годишно обучение

За учебната 2022 – 2023 г. в Ломбардия има 1 347 412 ученици, от които 219 200 в детски градини, 431 970 в началните училища ̈(6-11 г.), 288 828 в средните училища от първа степен (11-14 г.) и 407 416 в средните училища от втора степен (14-18 г.). 220 465 ученици учат в частни училища, а 231 966 са с чуждо гражданство.

През 2019 г. 14,8% от жителите на Ломбардия на възраст от 15 до 29 г. не учат и не работят, а 11,5% от тези на възраст от 18 до 24 г. са учили най-много до 8-и клас, нямат професионална квалификация, получена в поне 2-годишни курсове на обучение и не участват в някаква образователна дейност. 

### Висше образование
Към 2019 г. Ломбардия е на 3-то място в Италия (след регионите Емилия-Романя и Лацио) по висшисти на възраст 30-34-г. – 33% в сравнение с 27,6% средно за страната. Висшите учебни заведения в региона са следните:

#### В Милано
- Милански университет (Università degli Studi di Milano[85]), държавен
- Университет „Милано-Бикока“ (Università degli Studi di Milano-Bicocca[86]), държавен
- Миланска политехника (Politecnico di Milano[87]), държавен
- Католически университет на Свещеното сърце (Università Cattolica del Sacro Cuore[88]), частен
- Търговският университет „Луиджи Бокони“ (Università commerciale Luigi Bocconi[89]), частен
- Свободен университет по езици и комуникация IULM (Libera Università di Lingue e Comunicazione IULM[90]), частен
- Европейски институт по дизайн IED (Istituto Europeo di Design[91]), частен
- Академия за изящни изкуства „Брера“ (Accademia delle Belle Arti di Brera[92]), държавен
- Нова художествена академия (NABA – Nuova Accademia di Belle Arti[93]), частен
- Европейска академия на изящните изкуства и на медиите (Accademia di belle arti europea e dei media ACME[94]), частен
- Музикална консерватория „Джузепе Верди“ (Conservatorio di Musica „Giuseppe Verdi“[95]), държавен
- Амвросийски папски институт за сакрална музика (Pontificio Istituto Ambrosiano di Musica Sacra[96]), частен
- Университет „Живот-Здраве Сан Рафаеле“ (Università Vita-Salute San Raffaele[97]), частен
- кампус на Европейската школа по икономика (European School of Economics[98]), частен
- Академия „Домус“ (Domus Academy (DA)[99]), частен
- Теологичен факултет на Северна Италия (Facoltà teologica dell'Italia settentrionale[100]), частен
- Институт SAE Милано – Школа по аудиоинженерство (SAE Institute Milano[101]), частен
- Висш институт по езикови медиатори „Карло Бо“ (Istituto di Alti Studi SSML Carlo Bo[102]), частен
- Университет „Хуманитас“ (Humanitas University[103]), в Пиеве Емануеле, частен

#### В други градове
- Университет в Бергамо
- Университет в Бреша
- Университет в Павия
- Университетски институт за висше образование на Павия
- Университет „Инсубрия“ – във Варезе и в Комо
- Университет „Карло Катанео“ – в Кастеланца
- Университет „Милано-Бикока“ – кампус „Брианцоло“ в Монца
- Католически университет на Светото сърце – кампус в Бреша
- Католически университет на Светото сърце – кампус в Кремона и в Пиаченца
- Миланска политехника – кампус в Леко
- Академия „Карара“ в Бергамо
- Свободна акдемия за изящни изкуства в Бреша
- Академия за изящни изкуства „Санта Джулия“ в Бреша
- Академия за изящни изкуства „Алдо Гали“ в Комо
- Консерватория „Лука Маренцио“ в Бреша
- Консерватория „Джузепе Верди“ в Комо
- Консерватория Лучо Кампани“ в Мантуа
- Висш музикален институт „Гаетано Доницети“ в Бергамо
- Висш музикален институт „Клаудио Монтеверди“ в Кремона
- Висш музикален институт „Джакомо Пучини“ в Галарате
- Висш музикален институт „Франко Витадини“ в Павия.

## Култура

### Езици и диалекти
В Ломбардия употребата на ломбардския език е широко разпространена в различни варианти, които съжителстват в диглосия с италианския. Ломбардският език принадлежи към гало-италианската езикова група и се говори в по-голямата част от региона, както и в източната част на Пиемонт, в италианска Швейцария и в част от западната част на Трентино.
Основните разновидности на ломбардския език са западноломбардският (който се говори в провинциите Варезе, Комо, Леко, Сондрио, Монца и Брианца, Милано, Лоди и Павия), източноломбардският (в провинциите Бергамо и Бреша, в района на Крема и в Горна Мантуа), ломбардскоалпийският (в Кантон Тичино и в южната част на Кантон Граубюнден, в северната част на Ломбардия и Пиемонт, и в някои райони на Трентино) и южноломбардският преходен с емилианския (в провинциите Кремона и Мантуа). В южната част на провинция Мантуа и в югоизточната част на провинция Кремона се говорят емилиански диалекти.

### Ломбардска литература
Първите текстове, написани на ломбардски народен език (lingua volgare), датират от 13 век. Става въпрос за предимно дидактически-религиозни произведения като поемата „Божия проповед“ на Пиетро да Барзегапè (* 13 век), разказваща за Страстите Христови. Важен принос към ломбардската литература дава монахът Бонвезин де ла Рива (* ок. 1250, † 1313/1315 в Милано), който наред с други произведения пише „Книгата на трите писания“, „Чудесата на Милано“ и книгата по етикет „Петдесет любезности от масата“.
От 1280 г. датира най-старото познато споменаване на ломбардския език, разбиран в най-тесен смисъл като днешния гало-италийски език: в текст от Салимбене де Адам от Парма (* 9 октомври 1221, † 1288) пише, че optime loquebatur gallice tuscice et lombardice – „говореше на френски, тоскански и ломбардски“.
От 15 век нататък престижът на тосканският литературен език започва да измества употребата на народните езици от Северна Италия, използвани, макар и повлияни от флорентинския народен език, и в канцлерската и административната сфера. Въпреки това тогава започват да се появяват първите признаци на истинска ломбардска литература с литературни съчинения на ломбардски език както в западната част на региона, така и в източната. В източната част намираме сатиричните стихотворения на Джовани Бресани (* 2 януари 1489, † 23 март 1560) от Бергамо и „Massera da bé“ – вид театрален диалог от Галеацо дали Орци (* 1492) от Бреша, а в западната – Rabisch – сборници с гротески на миланската Академия на хамалите от Долина Бленио под ръководството на художника маниерист Джовани Паоло Ломацо (* 26 април 1538, † 27 януари 1592).
През 17 век се утвърждава фигурата на драматурга Карло Мария Маджи (* 3 май 1630, † 22 април 1699), който създава наред с други произведения миланската маска на Менегино. Също така се раждат и първите босинади – популярни, често сатирични стихотворения, писани на хвърчащи листове и окачвани на площадите или четени (или дори пети) публично. Те имат голям успех и широко разпространение до първите десетилетия на 20 век.
Миланската литература през 18 век претърпява силно развитие: появяват се важни имена като тези на поетите Джузепе Парини (* 23 май 1729, † 15 август 1799), който пише някои свои творби на ломбардския език, и Доменико Балестриери (* 16 април 1714, † 11 май 1780).
В нач. на 19 век доминира фигурата на Карло Порта (* 15 юни 1775, † 5 януари 1821), признат от мнозина за най-важния автор на ломбардска литература, включен и сред най-големите поети на италианската национална литература. С него са достигнати някои от най-големите върхове на литературна изява на ломбардския език в произведения като La Ninetta del Verzee, Desgrazzi de Giovannin Bongee, La guerra di pret и Lament del Marchionn de gamb avert. Миланската поетична продукция придобива такова важно значение, че през 1815 г. ученият Франческо Керубини публикува Антология на ломбардската литература в 4 тома с текстове от 17 до 19 век. През 19 век процъфтява и ломбардската драматургия. Сред най-известните нейни представители са Клето Ариги, Луиджи Илика, Дечо Гуичарди, Гаетано Збодио, Едоардо Феравила и Карло Бертолаци.
В нач. на 20 век най-големият представител на ломбардската литература е миланският адвокат Делио Теса (* 18 ноември 1886, † 21 септември 1939). Други важни фигури са Спери Дела Киеза Йемоли от Варезе, Анджело Каноси и Алдо Чибалди от Бреша, майсторът от Школата на Лоди Джан Стефано Кремаски, Джачинто Гамбиразио от Бергамо и др.
През 21 век се провеждат редица поетически конкурси на ломбардски в редица провинции, а произведения като „Пинокио“, „Годениците“, „Божествена комедия“, Евангелията и др. са преведени на ломбардски.

### Ломбардско изкуство

#### От Праисторията до Класическата епоха
Първите художествени свидетелства в Ломбардия датират от периода на Мезолита, когато в края на Вюрмското заледяване се поставя началото на историческия цикъл от скални рисунки във Вал Камоника. Цикълът впоследствие се разширява през Неолита и през Каменно-медната епоха, и завършва през Римската епоха и Средновековието. Камунският цикъл се счита за едно от най-важните праисторически свидетелства в света и поради това е включен в списъка на ЮНЕСКО за Световното културно и природно наследство. В списъка са включени и други находки за присъствието на праисторически народи в Ломбардия като сборният обект „Древни алпийски наколни жилища“, включващ 111 обекта в Швейцария, Австрия, Франция, Германия и Италия.
Келтите оставят свидетелства, намиращи се понастоящем в археологическите музеи в региона, а етруското присъствие е засвидетелствано в района на Мантуа. След римското завоевание художествената еволюция на региона се насочва към стиловите черти на завоевателите от Късния републикански период до Римската имперска епоха: монументални останки от тази историческа епоха могат да се видят в Бреша и Милано.

#### От Късната античност до Модерната епоха
В Kъсната античност значението на ломбардската територия нараства с Милано като столица на Западната Римска империя, с което нараства и художествената продукция. Свидетелствата за това са видими предимно в храмовата архитектура с изграждането на раннохристиянските църкви, по-специално тези в Милано.
Последвалият Ранносредновековен период по време и след варварските нашествия е от основно значение за развитието на регионалното изкуство. За създаването на истинско ломбардско изкуство решаващ принос имат стилните характеристики на варварското изкуство на новите народи, сливащи се с късноантичните модели (поддържани благодарение на приемствеността), както и византийските влияния.
След края на Ранното средновековие може да се говорим за художествени ломбардски стилове като Ломбардски романски стил. Забележителни примери за него са дело на пътуващите Майстори от района на Комо и Кантон Тичино (т. нар. „Маестри комачини“), по-специално базиликите „Сант'Абондио“ и „Сан Феделе“ в Комо.

Най-важният принос между 6 и 8 век дават лангобардите, които, колонизирайки голяма част от Италия, превръщат Ломбардия в основа на своето кралство, носейки и своето изкуството, значителни свидетелства за което има предимно в Бреша, Монца и Кастелсеприо. То оказва съществено влияние на следващите художествени разработки.
В Ломбардия Каролингският период се радва на значителна артистична приемственост с предходния лангобардски период. В сравнение с по-малкия брой монументални сгради, типични за онези векове, са създадени множество дребни предмети с голяма стойност като напр. Евангеларият на Теодолинда от 7 век и Желязната корона на лангобардските крале от 9 век, съхранявани в Музея и трезора на Катедралата на Монца, Кръстът на Агилулф от 7 век и Кръстът на Дезидерий от 9 век, съхранявани в Музей „Санта Джулия“ в Бреша.
Следващите векове, както вече бе споменато, се характеризират с художествени стилове, характерни за Ломбардия, като Ломбардски романски стил, Ломбардска готика, Ломбардски ренесанс и Ломбардски барок (17 век).

#### Съвременната епоха
През февруари 1910 г. художниците Умберто Бочони, Карло Кара, Джакомо Бала, Джино Северини и Луиджи Русоло подписват „Манифест на футуристичните художници“ в Милано, а през април – „Технически манифест за футуристична живопис“, и допринасят, заедно с други манифести в други италиански градове, за създаване на художественото движение на Футуризма. След смъртта на Умберто Бочони през 1916 г. Кара и Севернини се оказват във фазата на еволюцията към Кубизма, а Миланската група се разпада, премествайки седалището на движението от Милано в Рим с последващо раждане на „Втори футуризъм".
В Галерия „Пезаро“ в Милано през 1922 г. се ражда още едно важно художествено движение на 20 век – Новеченто (от итал. „20 век“) по инициативата на група художници, съставена от Марио Сирони, Акиле Фуни, Леонардо Дудревил, Анселмо Бучи, Джан Емилио Малерба, Пиетро Марусиг и Убалдо Опи. Тези творци, които се чувстват транслатори на духа на ХХ век, имат различни художествени преживявания и идват от различни течения, но са свързани с общоприетия смисъл на „връщането към реда“ в изкуството след авангардните експерименти, особено тези на футуризма. В този смисъл това художествено движение приема и названието „Опростен неокласицизъм“ (Монументализъм). Движението на Новеченто се проявява и в литературата с Масимо Бонтемпели и особено в архитектурата с известните архитекти Джовани Муцио, Джо Понти, Паоло Медзаноте и др.
През 2010 г. в Милано – люлката на основните артистични движения на 20 век е открит Музеят на 20 век с постоянна изложба на произведения на изкуството от 20 век, който се помещава в Палацо Аренджарио и в съседния Кралски дворец. В музея са изложени картини, произведения на изкуството и скулптури от различни художествени периоди: Футуризъм, Метафизика, група Forma 1, Италиански трансавангард, групите в Милано, Рим и Торино, и Арте повера на творци като Пелица да Волпедо, Умберто Бочони, Марино Марини, Амедео Модиляни, Джорджо де Кирико, Марио Сирони, Салваторе Гарау, Лучо Фонтана и Артуро Мартини.

### Кулинарни традиции и вина
Поради различните исторически събития в провинциите и разнообразната територия ломбардската кухня се радва на разнообразна кулинарна традиция. Като първи ястия се предлагат ризото, чорби и пълнена паста в бульон или без, а като основни ястия – разнообразен набор от ястия от месо и риба от многото езера и реки на Ломбардия.
Като цяло кухнята на различните ломбардски провинции има следните характеристики: предпочитат се оризът и пълнената паста пред сухата паста, маслото пред зехтина за готвене, продължителното готвене, широкото използване на свинско, прясно мляко и негови производни, както и заготовките на яйчена основа, към което се добавя консумацията на полента, обща за цяла Северна Италия.
Хранителните и лозаро-винарските продукти на Ломбардия варират от класическите и добре познати в цяла Италия говежда шунка Брезаола от Валтелина, Салам Милано, кашкавалите и сирената Грана Падано, Горгондзола и Крещенца, наричана още Стракино, добре познатите вина като пенливото Франчакорта и червените вина от Валтелина, както и десетки неизвестни продукти извън границите не само на региона, но и на производствената зона или община. Свързани с древната ломбардска селска традиция са cassoeula (яхния от свинско и зеле) и busecca (шкембе по милански).
Ястието – символ на Ломбардия в неговите безброй вариации е ризотото, познато и ценено по цял свят и считано за един от символите на италианската кухня. Други важни продукти са класическият котлет по милански, различните варианти на полентата, дивечът, саламите, бульоните и супите, както и Коледните козунак Панетоне и нуга, Великденският козунак с формата на гълъбица – Коломба Паскуале и Мостарда – консервирани плодове с горчица и захарен сироп. Голямото разпространение на много от тези продукти ги превръща в типични за италианската гастрономическа традиция.
С течение на времето всяко ломбардско селище е създало свои традиционни ястия, свързани преди всичко със селския живот и плодовете от нивите. Типични продукти и традиционни рецепти сега се преоткриват и оценяват както от отделните селища, така и от най-известните съвременни готвачи.

#### Местни специалитети
- Милано: най-известните специалитети на миланската кухня са ризото с шафран, което често придружава миланското особуко – парче говеждо месо, Котлетът по милански и Самалмът Милано. Типични сладкиши са Коледният козунак Панетоне и Великденският козунак Коломба Паскуале.

- Бергамо: като първи ястия се предлагат Казончели – вид пълнена паста с месо, Скарпинок – пълнена паста без месо, Фояде – вид прясна паста, тестени изделия като Лазаня, подправени по различен начин. Вторите ястия често влючват полента, понякога придружена от други продукти като свинската наденица, птици, сирена и кашкавали, и зеленчуци. Ценени са вината, произведени между Алмено Сан Салваторе и Сарнико.

- Бреша: специалитетите са подобни на тези на Бергамо. Типични за провинцията са Полента е озей – полента с птиче месо в сладък или в солен вариант, Брешанско шишче, Говеждо с олио от Ровато, Лин на фурна и различни чорби като Чорба с топчета хляб, приготвена с брашно и галета, Чорба с кубчета пшенично и царевично брашно и Супа с казончели (местен вид паста). Особено известни са пенливите вина от хълмистата местност Франчакорта и вината от района на езерото Гарда (предимно червените вина DOC Lugana и Chiaretto della Valtenesi). Известни са още аперитивът Pirlo от бяло вино с Кампари и типичният коледен десерт Bossolà.

- Комо и Леко: гастрономията на езерните райони се основава основно на сладководни риби като сушени лъчеперки от вид Alosa agone, както и ястия от планински произход с дивеч и полента. Типично за района на Комо е Полента унча – полента с разтопен кашкавал и масло. Произвеждат се и вина от типа Terre Lariane IGT.
- Кремона: дом на нугата и на Мостарда, a гастрономическата ѝ традиция включва и пастата с пълнеж – марубини, сервирани в бульон или без.
- Лоди: в района му се поризвежда виното Сан Коломбано DOC. Омлетите, чорбите, ризото и свинската наденица са специалитетите на местната гастрономия, която се характеризира с множество традиционни рецепти, базирани на използването на местни сирена и кашкавали, и особено на маслото.
- Мантуа: по средата между ломбардската и емилианската кухня мантуанската кухня е известна с пълнената с тиква паста, ориза с вид свинска наденица, Торта Збризолона и червеното вино Ламбруско Мантовано (Lambrusco Mantovano DOC).

- Монца и Брианца: подобно на миланската кухня, кухнята на тази провинция е свързана със селската традиция на Брианца. Видът свинска наденица от Монца на име Луганега се използва преди всичко в Ризото по монцийски с шафран, наденица и червено вино, черната Селска торта и Млечната торта с шоколад със стафиди и кедрови ядки.

- Павия: най-известното ястие града е Чорбата по павийски с бульон, домашен престоял хляб, кашкавал и с прясно яйце в центъра. Жабешкото също е много популярно и се приготвя в ризото, задушено или пържено. Други типични ястия са Яхнията по павийски с говеждо месо и Павийските аньолоти – вид пълнена паста, в случая – с говеждо.
- Сондрио: особено известни са Пицокери – паста, подобна на талятеле, сервирана с масло, чесън, топено сирене, картофи и различни зеленчуци, както и говеждата шунка Брезаола от Валтелина. Често се приготвя и полента в местния ѝ вариант Polenta in fiur на основата на елда, сварена със сметана и ароматизирана с нискомаслен кашкавал. Доста качествени са червените вина от сорта грозде Киавенаска, свързан с много по-известния сорт грозде Небиоло.

- Варезе: в този район благодарение на близостта на езерата, особено на езерото Маджоре, което е пълно с риба, са широко разпространени ястията на рибна основа като Ризото с костур или с езерна змиорка. Друго типично ястие са Брушити – парченца телешко месо, семена от резене и червено вино, което е популярно и в северозападната част на Метрополен град Милано и в Източен Пиемонт (Вербано-Кузио-Осола).[120]

### Народни празници
В Ломбардия има много традиционни фестивали и събития, някои от които – с доста стар произход:
- Празник на Джубиана: в последния четвъртък на януари; много популярен традиционен празник в Брианца, провинциите Комо и Варезе, и в северозападната част на Метрополен град Милано. По площадите се палят големи огньове и се изгаря Джубиана – голяма сламена кукла, облечена в парцали. Кладата приема различни стойности в зависимост от местоположението си, като винаги се поддържа тясна връзка с местните народни традиции.
- Амвросийски карнавал: в Милано, в цялата му епархия и на териториите на някои съседни епархии. Продължава до първата събота на Великия пост.
- Карнавал на Баголино: характерен и с много древен произход; в Баголино – древно и живописно село със средновековна архитектура.
- Състезание с лодки: в градчето Гарняно. По време на карнавала има състезание с традиционни лодки (т. нар. bisse) по езерото Гарда, в което участват всички езерни селища.
- Историческа възстановка на Клетвата от Понтида: в градчето Понтида на 7 март; отбелязва легендарната клетва на Ломбардската лига – прелюдия към победоносната война на ломбардските общини срещу император Фридрих I Барбароса.

- Конно надбягване в Леняно: в последната неделя на май. Историческа възстановка, която отпразнува победата на Ломбардската лига над император Фридрих I Барбароса в Битката при Леняно на 29 май 1176 г. Събитието включва историческо шествие по улиците на града и конна надпревара между 8-те района, на които е разделен, с които се закрива събитието.
- Битка в Пандино: в град Пандино в последната неделя на август. Напревара в костюми, включваща хвърляне на копие, битка с боздуган и историческо шествие.
- Ил Векио, букв. „Старецът“: в градчето Джерминяга на 31 декември, където се изгарят купчина парцали и дърва като символ на смъртта на изминалата година.
- Панаир Oh Bej! Oh Bej! в Милано на 7 и 8 декември всяка година и отбелязва назначаването на Св. Амвросий (Сан Амброджо) за епископ на града.

## Туризъм
Богатството на историята на Ломбардия намира израз в многобройните произведения на изкуството и в скъпоценните паметници на културата, намиращи се на територията ѝ. Наследството на региона наброява почти 500 музея, от които 189 са признати от регион Ломбардия, и над милион проучени паметници на културата, сред които са „Тайната вечеря“ на Леонардо да Винчи, средновековното Торацо в Кремона – най-високата историческа камбанария в Италия (111 м), Оперният Театър ала Скала в Милано и много други. Това е художествено и културно наследство с голяма стойност, което всяка година привлича милиони италиански и чуждестранни туристи.

### Ломбардия и ЮНЕСКО
Ломбардия е италианският регион с най-много места и практики в Италия, свързани с ЮНЕСКО. Тук влизат:
- Десет места в Списъка на световното културно и природно наследство:
  - Каменните рисунки във Вал Камоника – 1979 г.
  - Доминиканската църква и манастир „Санта Мария деле Грацие“ с „Тайната вечеря“ на Леонардо да Винчи в Милано – 1980 г.
  - Работническо селище Креспи д'Ада (подселище на Каприате Сан Джервазио) – 1995 г.
  - Свещените планини на Пиемонт и Ломбардия – 2003 г.:
    - Сакро Монте дел Розарио във Варезе
    - Сакро Монте дела Беата Верджине дел Сокорсо в Осучо (подселище на Тремедзина).

  - Монте Сан Джорджо[N 14] – 2003 г.
  - Мантуа и Сабионета – 2008 г.
  - Ретийска железница през пейзажите на Албула и Бернина[N 15] – 2008 г.
  - Лангобардите в Италия: места на властта (568 – 774)[N 16] – 2011 г.:
    - Бреша:[N 17] Римски форум в Бреша с двореца Маджи Гамбара и Лонгобардски монашески комплекс на Сан Салваторе-Санта Джулия с Базиликата „Сан Салваторе“, Хорът на монахините, църквите „Санта Джулия“ и „Санта Мария ин Соларио“, Domus dell'Ortaglia и Музеят „Санта Джулия“
    - Кастелсеприо и Горнате Олона: Археологически парк Кастелсеприо с Кула „Торба“ и църквата „Санта Мария foris portas“

  - Праисторически наколни жилища при Алпите[N 18] – 2011 г.
    - Лаваньоне (Дезенцано дел Гарда), Сан Сивино, Габиано (Манерба дел Гарда), Луконе (Полпенаце дел Гарда), Лугана Векия (Сирмионе), Лагаци дел Во (Пиадена), Банде – Корте Карпани (Кавриана), Кастеларо Лагузело (Мондзамбано), Изолино Вирджиния-Камила-Изола ди Сан Биаджо (Биандроно), Бодио чентрале или деле Монете (Бодио Ломнаго), Ил Сабионе или сетентрионале (Кадрецате)

  - Венециански отбранителни структури (16 – 17 век): Тераферма-Западни морски владения[N 19] – 2017 г.:
    - Венециански стени на Бергамо
- Три обекта в Списъка за нематериалното културно наследство:[123]
  - Изработването на цигулки в Кремона – 2012 г.
  - Изработването на стени без сплав – 2018 г.[N 20]
  - Изкуството за преселване на пасищата – 2019 г.[N 21]
- Два града, включени в програмата Creative Cities:[124]
  - Милано за литература – 2017 г.
  - Бергамо за гастрономия – 2019 г.
- Три резервата Man and the Biosphere (MAB):[125]
  - Вале дел Тичино (заедно с регион Пиемонт) – 2002 г. (разширение 2018 г.)
  - Вал Камоника-Алто Себино – 2018 г.
  - По Гранде (заедно с регионите Венето и Емилия-Романя) – 2019 г.

### Ски и алпийски туризъм
Ломбардските Алпи включват няколко планински масива, добре известни на практикуващите алпинизъм и планински туризъм, сред които най-известни са: Пицо Бадиле, Пицо Ченгало, Монте Дисграция, Масивът Бернина, Адамело и Ортлес-Чеведале. Националният парк Стелвио се простира из Ортлес-Чеведале и е единственият национален парк в Ломбардия от западната ѝ страна. През зимата има множество ски курорти, главно в провинциите Сондрио, Бергамо и Бреша. Основните планински туристически летни и зимни курорти са:
- Априка, Бормио, Киеза ин Валмаленко, Ливиньо, Мадезимо, Санта Катерина ди Валфурва (подселище на Валфурва), Вал Мазино – в провинция Сондрио
- Едоло и Понте ди Леньо – в провинция Бреша
- Кастионе дела Презолана, Колере, Фополо и Селвино – в провинция Бергамо
- Барцио – в провинция Леко.

Дори Ломбардските Предалпи, въпреки по-ниската надморска височина, са важна туристическа атракция благодарение на лесния достъп от низината и забележителните гледки (на север се вижда голяма част от алпийската верига, докато на юг гледката се издига над Паданската низина). Най-известните масиви на Ломбардските Предалпи са Групата на Грине и Масивът Презолана.

### Езерен туризъм
Ломбардската територия включва изцяло или частично всички основни предалпийски езера. Многобройните местности по бреговете им са подходящи за езерен туризъм, който съчетава натуралистични и ландшафтни красоти, исторически и художествен туризъм и главно на езерото Гарда плажен туризъм. Основните туристически курорти по ломбардските езера са:
- Дезенцано дел Гарда, Гардоне Ривиера, Лимоне сул Гарда, Сирмионе, Сало и Тосколано-Мадерно от брешанската страна на езерото Гарда
- Беладжо, Комо, Менаджо, Тремедзо (подселище на Тремедзина), Варена, Чернобио и Леко на езерото Комо
- Кампионе д'Италия и Порто Черезио в италианската част на езерото Лугано
- Маканьо кон Пино и Ведаска, Луино, Лавено-Момбело, Испра, Анджера и Сесто Календе на ломбардския бряг на езерото Маджоре
- Изео, Ловере и Монте Изола на езерото Изео.

## Спорт
Ломбардия е доста активен регион от спортна гледна точка. Многобройното и широко присъствие на спортни съоръжения на територията му е придружено и от спортните му клубове с национално и с международно значение.
Голям престиж на италианския спорт дават някои от най-успешните отбори в света по футбол и баскетбол на Ломбардия: ФК Интер, АК Милан, Палаканестро Олимпия Милано, Палаканестро Варезе, Палаканестро Канту. Много е важен приносът му и в други спортове като колоездене (през 2008 г. Варезе е домакин на Световното първенство по шосейно колоездене), автомобилизъм (Голямата награда на Италия – кръг от Световния шампионат на ФИА – Формула 1 се провежда на Пистата в Монца от 1950 г.), ръгби, хокей на лед, волейбол и водна топка, макар и със смесен успех. Освен това през 1978 – 1997 и 2001 – 2005 г. в Милано се провежда тенис турнирът „Milan Indoor“. Художествената гимнастика също е много популярна, особено през последните години, когато в Ломбардия има федерален гимнастически салон, участващ в Олимпиадата. През 2007 г. регионът е домакин на Световното първенство по handbike в Парабиаго. Ски алпийските дисциплини са широко разпространени и практикувани в неговите многобройни и важни ски курорти като Бормио, Ливиньо, Мадезимо, Понте ди Леньо, Априка, Фополо, Колере, Селвино, Киеза Валмаленко, Санта Катерина Валфурва и др. Всяка година в Бормио по пистата Стелвио се провежда Съзтезание по свободно спускане, валидно за етап от Световната купа по ски алпийски дисциплини. Оосвен това ежегодно се провеждат две колозедачни състезания: Обиколката на Ломбардия и Trittico Lombardo, а често се провеждат етапи от Обиколката на Италия, завършващи обикновено в Милано.

### Основни спортни съоръжения
- Стадион „Джузепе Меаца“ / Сан Сиро в Милано
- Гевис стадион в Бергамо
- Стадион „Марио Ригамонти“ в Бреша
- Стадион „Джузепе Синигаля“ или U-Power стадион в Комо
- Стадион „Бриантео“ в Монца
- Стадион „Ригамонти Чепи“ в Леко
- Стадион „Карло Сперони“ в Бусто Арсицио
- Стадион „Джовани Мари“ в Леняно
- Стадион „Франко Осола“ във Варезе
- Стадион „Джовани Дзини“ в Кремона
- Стадион „Данило Мартели“ в Мантуа
- Национален автодром в Монца
- Спортна палата „Мария Пиантанида“ в Бусто Арсицио
- Паласпорт „Лино Олдрини“ във Варезе
- Медиоланум Форум в Асаго
- ПалаЛидо в Милано
- ПалаДезио в Дезио
- ПалаЛеонеса в Бреша
- ПалаАниели в Бергамо
- Паласпорт „Марио Ради“ в Кремона
- Арена на Монца
- Спортна палата „Пианела“ в Кучаго
- Градска арена в Милано
- Велодром „Маспес-Вигорели“ в Милано
- Лидо ди Милано
- КУС Идроскало в Милано
- ПалаФакети в Тревильо
- ПалаРавица в Павия
- ПалаДжордж в Монтикиари
- Арена „Грана Падано“ в Мантуа

### Основни спортни дружества и клубове
- Лека атлетика
- Атлетика Рикарди – Милано
- Аурора Про Патрия 1919 – Бусто Арсицио
- Бейзбол
- Милано бейзбол
- Бейзбол Кодоньо
- Болате бейзбол клуб
- Сенаго бейзбол клуб
- Баскетбол жени
- Аматьорска асоц. „Джеас Баскет“ – Сесто Сан Джовани
- Баскет тим Крема
- Баскет Биасоно
- Палаканестро Брони 93
- Баскетбол мъже
- Палаканестро Варезе (Серия A)
- Палаканестро Канту (Серия A)
- Палаканестро Олимпия Милано (Серия A)
- Гуерино Ваноли Кремона (Серия A)
- Баскет Бреша Леонеса (Серия A)
- Леняно Баскет Найтс (Серия A2)
- Блубаскет Тревильо (Серия A2)
- Палаканестро Мантована (Серия A2)
- Палаканестро Аурора Дезио (Серия B)
- Робур ет Фидес Варезе (Серия B)
- Плажен футбол
- Милано Бийч Сокър
- Футбол
- Аталанта БК – Бергамо
- Бреша Калчо – Бреша
- Комо 1907 – Комо
- УС Кремонезе – Кремона
- Джана Ерминио – Горгондзола
- ФК Интернационале Милано
- Калчо Леко 1912 – Леко
- Аматьорска АК Леняно – Леняно
- АС Мантова 1911 – Мантуа
- АК Милан
- AK Монца – Монца
- АК Павия 1911 (Football Club Pavia 1911 S.S.D.) – Павия
- Аурора Про Патрия 1919 – Бусто Арсицио
- Сондрио Калчо – Сондрио
- АС Варезе
- Женски футбол
- Бреша Калчо Феминиле
- Аматьорска спортна асоциация „Ювенилия Фиамамонца“ – Монца
- Женска футболна асоциация „Комо 2000“
- Атлетико Милано
- Аматьорска спортна асоциация „Модзаника“
- Минифутбол
- Бергамо Калчо а 5
- Тониоло Милано
- Леко Калчо а 5
- Кану
- Канотиери Ларио
- Крикет
- Юратом Крикет клуб
- Floorball
- Диви мечки Варезе
- Флорбол клуб Милано
- Спартак Флорбол
- Американски футбол и flag футбол
- Лъвове Бергамо
- Носорози Милано
- Моряци Милано
- Демони Мартезана Чернуско сул Навильо
- Жаби Леняно
- Скорпиони Варезе
- Бенгалски тигри Бреша
- Овни Милано
- Спортна гимнастика
- Бриксия – Бреша
- Естате '83 – Лограто
- Джинастика Артистика Лисонезе – Лисоне
- Про Лисоне Джинастика – Лисоне
- Хокей на лед мъже
- Хокеен клуб „Киавена“
- ХК „Комо“
- ХК „Милано Рособлу“
- ХК „Варезе“
- Хокей на кънки
- Аматьори Лоди
- Хокеен ролер клуб „Монца“
- Хокей Сереньо
- Хокей на трева
- Бреша Хокей клуб
- Хокейно дружество „Паоло Бономи“ – Кастело д'Агоня
- Hockey in-line
- ХК „Милано 17 Овни“
- ХК „Милано 24“
- Дракони Галарате
- 'андбал мъже
- Касано Маняго Хандбал клуб
- Паламано Колоние
- Хандбал Лено
- Хандбал жени
- Паламано феминиле Касано Маняго
- Водна топка
- Бисолати Кремона
- Комо Нуото
- АН Бреша
- Волейбол мъже
- Веро Волей Монца
- Пауърволей Милано
- Либертас Брианца ди Канту
- Атлантиде Палаволо Бреша
- Топ Тим Волей Мантова
- Волейбол жени
- Волей Бергамо
- Футура Волей Бусто Арсицио
- Волейбол Казалмаджоре
- Промобол Волейбол Флеро
- Павия Волей
- Про Виктория Палаволо Монца
- Есперия Волей – Кремона
- Roller derby
- Харпии Милано
- Пурпурни пепелянки Бергамо
- Зли затворнички Бреша
- Хаос на кънки Касано д'Ада
- Железни корони Монца
- Ръгби
- Бреша Ръгби
- Ръгби Виадана
- Ръгби Калвизано
- Ръгби Милано
- Ръгби „Гранде Милано“
- Ръгби Парабиаго
- Ръгби „Монца 1949“
- Ръгби Ро
- Ръгби жени
- Ръгби Монца 1949
- КУС Милано
- Фехтовка
- Комензе 1872
- Софтбол
- Кароно софтбол
- Асоциация „Софтбол играчи Малнате“
- Бейзбол софтбол клуб Леняно
- Тамбурело
- Енио Гуера Кастеларо
- АТ Медоле

## Обяснителни бележки
1. ↑  Пунта Перукети е рамо на Пицо Бернина, който достига 4051 м, но чийто основен връх е изцяло на швейцарска територия. За най-високата планина в Ломбардия в тесен смисъл на думата може да се смята Пицо Дзупò (3996 m) в същия масив.
2. 1 2 3 4  Споделена с Пиемонт.
3. 1 2  Вземайки предвид цялата флувиална ос Сарка/Минчо, споделена с регионите Трентино-Алто Адидже и Венето.
4. ↑  Споделена с регион Емилия-Романя.
5. ↑  Споделена с Швейцария.
6. ↑  Вземайки предвид целия флувиален басейн Сарка/Минчо.
7. ↑  Споделена с регион Трентино-Алто Адидже.
8. ↑  Измерено в град Ро.
9. ↑  Единствените малки изключения са Вал ди Лей и Вал ди Ливиньо, които принадлежат на басейните на Рейн (първата) и на Дунав (втората).
10. ↑  За потока на идеи (и творци), идващи от изток, свидетелстват фреските в църквата „Санта Мария fuori portas“ в Кастелсеприо.
11. ↑  Трябва обаче да се подчертае, че по произход топонимът Langobardia визира далеч по-голям от сегашния район. В края на лангобардския период Langobardia Maior е съставена в по-голямата си част от Северна Италия с излючение на Емилия-Романя, Венеция, Трентино и част от Западен Пиемонт. И през 11 век територията, на която се развива ломбардските романски ахритектура и изкуство, включва дн. Ломбардия, Емилия-Романя и части от Венето и Пиемонт.
12. ↑  Със столицата му Павия и други важни седалища като Бергамо и Бреша.
13. ↑  Въпреки това производството на зехтин, исторически практикувано в Ломбардия между езерото Комо и езерото Гарда, е широко известно.
14. ↑  Районът Монте Сан Джорджо включва следните общини: Мендризио, Рива Сан Витале и Брузино Арсидзио на швейцарска територия; Кливио, Порто Черезио, Салтрио, Виджу и Безано на италианска територия.
15. ↑  Споделено с Швейцария.
16. ↑  Включва седем различни местности: Чивидале дел Фриули в регион Фриули-Венеция Джулия, Бреша и Кастелсеприо в регион Ломбардия, Сполето и Кампело сул Клитуно в регион Умбрия, Беневенто в регион Кампания и Монте Сант'Анджело в регион Пулия.
17. ↑  Мястото на ЮНЕСКО включва също Casa Pallaveri и една част от древния decumanus maximus (дн. Via dei Musei).
18. ↑  Наследството се състои от 111 различни обекта, разпръснати из Алпите в Австрия, Франция, Германия, Италия, Словения, Швейцария и Италия. В Италия обектите са разположени в регионите Фриули-Венеция Джулия, Ломбардия, Пиемонт, Трентино-Алто Адидже и Венето.
19. ↑  Състои се от 6 различни места, разположени в Хърватия, Италия (региони Фриули-Венеция Джулия, Ломбардия и Венето) и Черна гора.
20. ↑  Заедно с Хърватия, Кипър, Франция, Гърция, Словения, Испания и Швейцария.
21. ↑  Заедно с Австрия и Гърция.

## Библиографски бележки
1. ↑  LEGGE 16 maggio 1970, n. 281 //   Посетен на 19 декември 2020.
2. 1 2  Tuttitalia.it. Regione Lombardia //   Посетен на 2023-09-24.
3. ↑  Tutt'Italia.it. Regioni italiane per numero di comuni //   Посетен на 2024-03-30.
4. 1 2 3 4  Lombardia //  Enciclopedia Treccani online.   Посетен на 1 ноември 2020.
5. ↑  Leandro Alberti Descrittione di tutta Italia di F. Leandro Alberti bolognese, nella quale si contiene il sito di essa, l'origine, & le signorie delle città, & de i castelli, co i nomi antichi, & moderni, i costumi de' popoli, le conditioni de i paesi. Et più, gli huomini famosi, ... Con somma diligenza corretta, & ristampata per Giouan Maria Bonelli, Venezia, 1553
6. ↑  вж. с. 615 наUniversal Geography. Т. VII.   Edinburgh, Adam Black, 1829.
7. ↑  Regolamento del processo civile per la Lombardia austriaca //   1785. Посетен на 1 ноември 2020.
8. ↑  Lombardia //  Globalgeografia.com.   Посетен на 1 ноември 2020.
9. 1 2  Regione Lombardia. Territorio e popolazione //   Посетен на 4 ноември 2020.
10. ↑  Atlante Zanichelli 2011.   Zanichelli Editore. ISBN 978-88-08-13962-7. с. pag.6.
11. ↑  Montagna di Lombardia //   Посетен на 1 ноември 2020.
12. 1 2  Lombardia //  lebellezzeditalia.it.    Архивиран от оригинала на 4 юли 2017. Посетен на 1 ноември 2020.
13. 1 2 3 4  Geoatlas 1, Italia ed Europa, Uomo e Ambiente.   Bergamo, Atlas, 2007. ISBN 978-88-268-1361-5. с. 76,77.
14. 1 2 3  Geoatlas 1, Regioni d'Italia.   Bergamo, Atlas, 2007. ISBN 978-88-268-1361-5. с. 20.
15. ↑  Atlante eolico Interrattivo //   Посетен на 2 ноември 2020.
16. ↑  Medie climatiche nella regione Lombardia //   Посетен на 2 ноември 2020.
17. ↑  Il Territorio //    Архивиран от оригинала на 27 октомври 2013. Посетен на 2 ноември 2020. Архив на оригинала от 2013-10-27 в Wayback Machine.
18. ↑  Cesare R. Perotti, Assetto tettonico ed evoluzione strutturale delle Prealpi bresciane dalla fine dell'orogenesi varisica ad oggi, in AAVV, Atti del Convegno Una nuova geologia per la Lombardia, Milano, 6 – 7 novembre 2008, Regione Lombardia
19. ↑  Maria Iole Spalla, Gian Bartolomeo Siletto, L'evoluzione tettonica del Basamento Sudalpino Orobico:dalla convergenza Varisica a quella Alpina, in AAVV, Atti del Convegno Una nuova geologia per la Lombardia, Milano, 6 – 7 novembre 2008, Regione Lombardia
20. ↑  вж. Calcare del Domaro в, Carta geologica d'Italia 1:50.000 - Catalogo delle formazioni, in Quaderno n. 7, Servizio Geologico nazionale
21. ↑  Вж. с. 12 на Regione Emilia-Romagna, Raccontare la Terra, Pendragon, 2006
22. ↑  Giovanni Comizzoli, Romano Gelati, Lodovico Dario Passeri, di Ardito Desio, Note illustrative della carta geologica d'Italia alla scala 1:100.000 foglio 45 e foglio 46 Milano e Treviglio, Servizio Geologico d'Italia, 1969
23. ↑  Walter Maggi. Inquadramento geologico della Lombardia //   Посетен на 2 ноември 2002.
24. ↑  LEGGE 6 dicembre 1991, n. 394 – Legge quadro sulle aree protette. //   Посетен на 28 ноември 2020.
25. ↑  LEGGE REGIONALE 30 novembre 1983, N. 86 //   Посетен на 26 ноември 2020.
26. ↑  Il sistema delle Aree Protette lombarde //   Посетен на 2 ноември 2020.
27. ↑  Cultura di Remedello //    Архивиран от оригинала на 13 март 2005. Посетен на 2 ноември 2020.[неработеща препратка]
28. ↑  Напр. Неандерталецът в пещерата Буко дел пиомбо в община Ерба и Мезолитът в Канцо
29. ↑  Enrico Comolli; Alessandro Goldstein, Volume 1 di Dalla storia fino a te., Bergamo, Archimede edizioni, 2009, с. 116
30. ↑  Arslan, Ermanno A. Longobardi //  Enciclopedia dell'Arte Medievale.   Treccani, 1996.  Архивиран от оригинала на 12 novembre 2014. Посетен на 8 novembre 2014.
31. ↑  I Gonzaga: la dinastia //   15 март 2010. Посетен на 2 ноември 2020.
32. ↑  Enrico Comolli; Alessandro Goldstein, Volume 1 di Dalla storia fino a te., Bergamo, Archimede edizioni, 2009, с. 359 – 360
33. ↑  Regioni italiane per densità //   Посетен на 3 ноември 2020.
34. ↑  Italia //  Tutt'Italia.it.   Посетен на 2024-03-30.
35. ↑  Le province lombarde per popolazione //   Посетен на 2024-03-30.
36. ↑  Le province lombarde per densità //  Tutt'Italia.it.   Посетен на 4 ноември 2020.
37. ↑  La città infinita Da 90 anni Milano non si allarga eppure è sempre più grande //  La Repubblica.   18 декември 2013. Посетен на 4 ноември 2020.
38. ↑  Comuni lombardi per popolazione //  Tutt'Italia.it.   Посетен на 2 ноември 2020.
39. 1 2  Cittadini stranieri Milano 2023 //  Tutt'Italia.it.   Посетен на 2024-03-30.
40. ↑  Popolazione Milano 2001 – 2022 //  Tutt'Italia.it.   Посетен на 2024-03-30.
41. ↑  Demo ISTAT. Popolazione residente per sesso, età e stato civile al 1° gennaio 2022 //   Посетен на 2023-09-24.
42. ↑  Вж. LEGGE 16 maggio 1970, n. 281
43. ↑  Legge Regionale Statutaria 30 agosto 2008, n. 1 Statuto d'autonomia della Lombardia //  Normelombardia.consiglio.regione.lombardia.it.   Посетен на 4 ноември 2020.
44. ↑  Arte rupestre della Valle Camonica //    Архивиран от оригинала на 1 декември 2017. Посетен на 4 ноември 2020. Архив на оригинала от 2017-12-01 в Wayback Machine.
45. 1 2 3  Simboli e ricorrenze istituzionali //  regione.lombardia.it.   Посетен на 4 ноември 2020.
46. ↑  Giuseppe Spatola. La Rosa Camuna? In Regione la impose Sandro Fontana //  Brescia oggi.   30 gennaio 2019.  Архивиран от оригинала. Посетен на 30 януари 2019.
47. ↑  Giorgio Fioravanti. Il dizionario del grafico. Bologna, Zanichelli, 1993, p. 468. ISBN 88-08-14116-0.
48. 1 2  Stemma, gonfalone e bandiera //    Архивиран от оригинала. Посетен на 4 ноември 2020. Архив на оригинала от 2015-09-24 в Wayback Machine.
49. ↑  Battaglia di Legnano //  Ars Bellica.   Посетен на 4 ноември 2020.
50. ↑  Lombardia: c'è legge per la bandiera //  ANSA.   29 gennaio 2019.  Архивиран от оригинала. Посетен на 29 януари 2019.
51. ↑  Rosa camuna bianca su fondo verde, la Regione Lombardia adotta la bandiera ufficiale //  Il Giorno.   29 gennaio 2019.  Архивиран от оригинала. Посетен на 29 януари 2019.
52. ↑  Giorgio D'Ilario, Egidio Gianazza, Augusto Marinoni, Legnano e la battaglia, Edizioni Landoni, 1976, с. 155.
53. ↑  Le province della Lombardia //  Tutt'Italia.it.   Посетен на 2023-09-24.
54. 1 2 3 4  Economia //   Посетен на 4 ноември 2020.
55. ↑  ISTAT. Occupati per settore di attività economica e posizione nella professione //    Архивиран от оригинала на 2021-05-06. Посетен на 7 ноември 2020.
56. 1 2 3 4 5 6  Regione Piemonte. Infrastrutture in Lombardia //   Посетен на 7 ноември 2020.
57. ↑  Aeroporti di Milano //    Архивиран от оригинала на 9 март 2012. Архив на оригинала от 2012-03-09 в Wayback Machine.
58. ↑  Aeroporto di Orio al Serio //    Архивиран от оригинала на 4 февруари 2012.
59. ↑  Aeroporto di Brescia-Montichiari //    Архивиран от оригинала на 20 септември 2012. Посетен на 7 ноември 2020.
60. ↑  Aeroporto di Montichiari: ecco i voli per Ucraina, Sardegna e Israele //    Архивиран от оригинала на 29 юни 2016. Посетен на 7 ноември 2020.
61. ↑  Caratteristiche dell'Azienda Trenord //    Архивиран от оригинала на 9 април 2013. Посетен на 7 ноември 2020.
62. ↑  Grandi Stazioni S.p.A., il gestore di Milano Centrale //    Архивиран от оригинала на 22 април 2013. Архив на оригинала от 2013-04-22 в Wayback Machine.
63. ↑  Ferrovienord, gestore di Milano Cadorna //    Архивиран от оригинала на 16 февруари 2017. Посетен на 7 ноември 2020.
64. ↑  Linea Ferrara-Suzzara (tratta lombarda) //    Архивиран от оригинала на 11 ноември 2013. Архив на оригинала от 2013-11-11 в Wayback Machine.
65. ↑  Il Passante Ferroviario di Milano //    Архивиран от оригинала на 5 март 2012.
66. ↑  Annuario Statistico Regionale della Lombardia //    Архивиран от оригинала на 18 октомври 2016. Архив на оригинала от 2016-10-18 в Wayback Machine.
67. ↑  Autostrada Pedemontana Lombarda //    Архивиран от оригинала на 15 август 2012. Посетен на 7 ноември 2020.
68. ↑  Autostrada del Brennero //    Архивиран от оригинала на 5 август 2012.
69. ↑  Navigare sul Po //    Архивиран от оригинала на 15 юли 2012.
70. ↑  Porto di Cremona //    Архивиран от оригинала на 7 март 2013. Архив на оригинала от 2013-03-07 в Wayback Machine.
71. ↑  Porto di Mantova //    Архивиран от оригинала на 7 март 2013. Архив на оригинала от 2013-03-07 в Wayback Machine.
72. ↑  Traghetti sul Garda //    Архивиран от оригинала на 23 юни 2013. Посетен на 7 октомври 2020.
73. ↑  Infrastrutture e Mobilità – Navigazione //    Архивиран от оригинала на 17 февруари 2016. Архив на оригинала от 2016-02-17 в Wayback Machine.
74. ↑  Io viaggio //   Посетен на 7 ноември 2020.
75. ↑  I servizi di Trasporto Pubblico Locale: informazioni e contatti //   Посетен на 7 ноември 2020.
76. ↑  Giambattista Anastasio. Milano, la M1 correrà fino ai quartieri Baggio e Olmi //  Il Giorno Milano.   Посетен на 7 ноември 2020.
77. ↑  La Società in numeri //   Посетен на 7 ноември 2020.
78. ↑  Il Trasporto Pubblico Locale del Bacino di Bergamo //    Архивиран от оригинала на 2020-11-14. Посетен на 7 ноември 2020.
79. ↑  Trasporto Pubblico //    Архивиран от оригинала на 2020-11-13. Посетен на 7 ноември 2020.
80. ↑  Trasporti pubblici //    Архивиран от оригинала на 2020-11-01. Посетен на 7 ноември 2020.
81. ↑  Trasporto Pubblico Urbano //   Посетен на 7 ноември 2020.
82. ↑  Scuole in Lombardia //  Tutt'Italia.it.   Посетен на 26 ноември 2020.
83. ↑  MIUR. Portale unico Dati della Scuola //   Посетен на 2024-03-30.
84. 1 2  Noi Italia Dati ISTAT //   Посетен на 26 ноември 2020.
85. ↑  Università degli Studi di Milano //   Посетен на 2022-07-31.
86. ↑  Università degli Studi di Milano-Bicocca, //   Посетен на 2022-07-31.
87. ↑  Politecnico di Milano //   Посетен на 2022-07-31.
88. ↑  Università Cattolica del Sacro Cuore //   Посетен на 2022-07-31.
89. ↑  Università commerciale Luigi Boccon //   Посетен на 2022-07-31.
90. ↑  Libera Università di Lingue e Comunicazione IULM //   Посетен на 2022-07-31.
91. ↑  Istituto Europeo di Design //   Посетен на 2022-07-31.
92. ↑  Accademia delle Belle Arti di Brera //   Посетен на 2022-07-31.
93. ↑  NABA – Nuova Accademia di Belle Arti //   Посетен на 2022-07-31.
94. ↑  Accademia di belle arti europea dei media //   Посетен на 2022-07-31.
95. ↑  Conservatorio di Musica „Giuseppe Verdi“ //   Посетен на 2022-07-31.
96. ↑  Il Pontificio Istituto Ambrosiano di Musica Sacra //   Посетен на 2022-07-31.
97. ↑  Università Vita-Salute San Raffaele //   Посетен на 2022-07-31.
98. ↑  European School of Economics //   Посетен на 2022-07-21.
99. ↑  Domus Academy //   Посетен на 2022-07-31.
100. ↑  Facoltà teologica dell'Italia settentrionale //   Посетен на 2022-07-31.
101. ↑  SAE International College – School of Audio Engineering //   Посетен на 2022-07-31.
102. ↑  Istituto di Alti Studi SSML Carlo Bo //   Посетен на 2022-07-31.
103. ↑  Humanitas University //   Посетен на 2022-07-31.
104. ↑  Giovanni Bonfadini. lombardi, dialetti //  Treccani Enciclopedia dell'Italiano.   2010. Посетен на 8 ноември 2020.
105. ↑  Assessing the effect of official recognition on the vitality of endangered languages: a case of study from Italy //  Policy and Planning for Endangered Languages.   Cambridge, Regno Unito, Cambridge University Press, 2015. с. 130. Lombard (Lumbard, ISO 639 – 9 lmo) is a cluster of essentially homogeneous varieties (Tamburelli 2014: 9) belonging to the Gallo-Italic group. It is spoken in the Italian region of Lombardy, in the Novara province of Piedmont, and in Switzerland. Mutual intelligibility between speakers of Lombard and monolingual Italian speakers has been reported as very low (Tamburelli 2014). Although some Lombard varieties, Milanese in particular, enjoy a rather long and prestigious literary tradition, Lombard is now mostly used in informal domains. According to Ethnologue, Piedmontese and Lombard are spoken by between 1,600,000 and 2,000,000 speakers and around 3,500,000 speakers respectively. These are very high figures for languages that have never been recognised officially nor systematically taught in school.
106. ↑  Ethnologue report for language lmo //    Архивиран от оригинала на 17 юли 2012. Посетен на 8 ноември 2020.
107. ↑  Детайлен анализ на диалектите в Ломбардия: Bernardino Biondelli. Saggi sui dialetti Gallo-italici //   1853.
108. ↑  Opere di Bonvesin de la riva //    Архивиран от оригинала на 2019-08-07. Посетен на 26 ноември 2020.
109. ↑  XIV congresso internazionale di linguistica e filologia romanza, Napoli, 15 – 20 Aprile 1974: atti, a cura di Alberto Varvaro
110. ↑  Brown, Josh: Testimonianze Di Una Precoce Toscanizzazione Nelle Lettere Commerciali del Mercante Milanese Francesco Tanso (?-1398), Archivio Datini, Prato
111. ↑  Hermann W. Haller. The Other Lady: The Literary Canon in Dialect //   Посетен на 26 ноември 2020.
112. ↑  Atlante del Sapere: Maschere italiane, Edizioni Demetra, 2002, pag. 116
113. ↑  Il ciclo istoriativo camuno //   Посетен на 27 ноември 2020.
114. ↑  UNESCO. Rock Drawings in Valcamonica //   Посетен на 27 ноември 2020.
115. ↑  Prehistoric Pile Dwellings around the Alps //   Посетен на 27 ноември 2020.
116. ↑  Museo Santa Giulia. Periodo della dominazione longobarda //   Посетен на 28 септември 2020.
117. ↑  Palma Bucarelli. Novecento //  Enciclopedia italiana.   1934. Посетен на 28 ноември 2020.
118. ↑  Guaiti, Daniela. Lombardia //  La grande cucina regionale italiana.   Gribaudo. с. 10.
119. ↑  Marco Riva, Rossano Nistri, Monica Paolazzi. Per un codice della Cucina lombarda //   2011.
120. 1 2 3  Per conoscere la Lombardia – La cucina Lombarda – s.24 – 25
121. ↑  Per conoscere la Lombardia (storia,geografia,usi e costumi).   Ericart, 2002. ISBN 978-88-512-0111-1.
122. 1 2  Cultura e tradizione //   Посетен на 9 ноември 2020.
123. ↑  Browse the Lists of Intangible Cultural Heritage and the Register of good safeguarding practices //   Посетен на 9 ноември 2020.
124. ↑  Città creative //    Архивиран от оригинала на 2020-11-09. Посетен на 9 ноември 2020.
125. ↑  MAB //    Архивиран от оригинала на 2020-07-09. Посетен на 9 ноември 2020.